# Hapkido
El hapkido (hangul: 합기도; hanja: 合氣道; McCune-Reischauer: hapkido; romanización revisada: hapkido) es un arte marcial coreano enfocado hacia la defensa personal militar y civil. El término puede interpretarse como «el camino de la unión con la energía universal».
Esta disciplina se puede describir como un arte híbrido, físico y energético, donde la fuerza física, por sí misma no es un requisito primordial, y donde mayor importancia tiene el movimiento del propio cuerpo (cadenas cinéticas), la respiración, la flexibilidad, la sensibilidad, y la velocidad de acción al efectuar las diferentes técnicas, aunque su entrenamiento es muy vigoroso y exigente. Con el hapkido se busca la formación del individuo como persona dispuesta a la defensa de sí mismo, de su familia y de su país.

## Descripción general

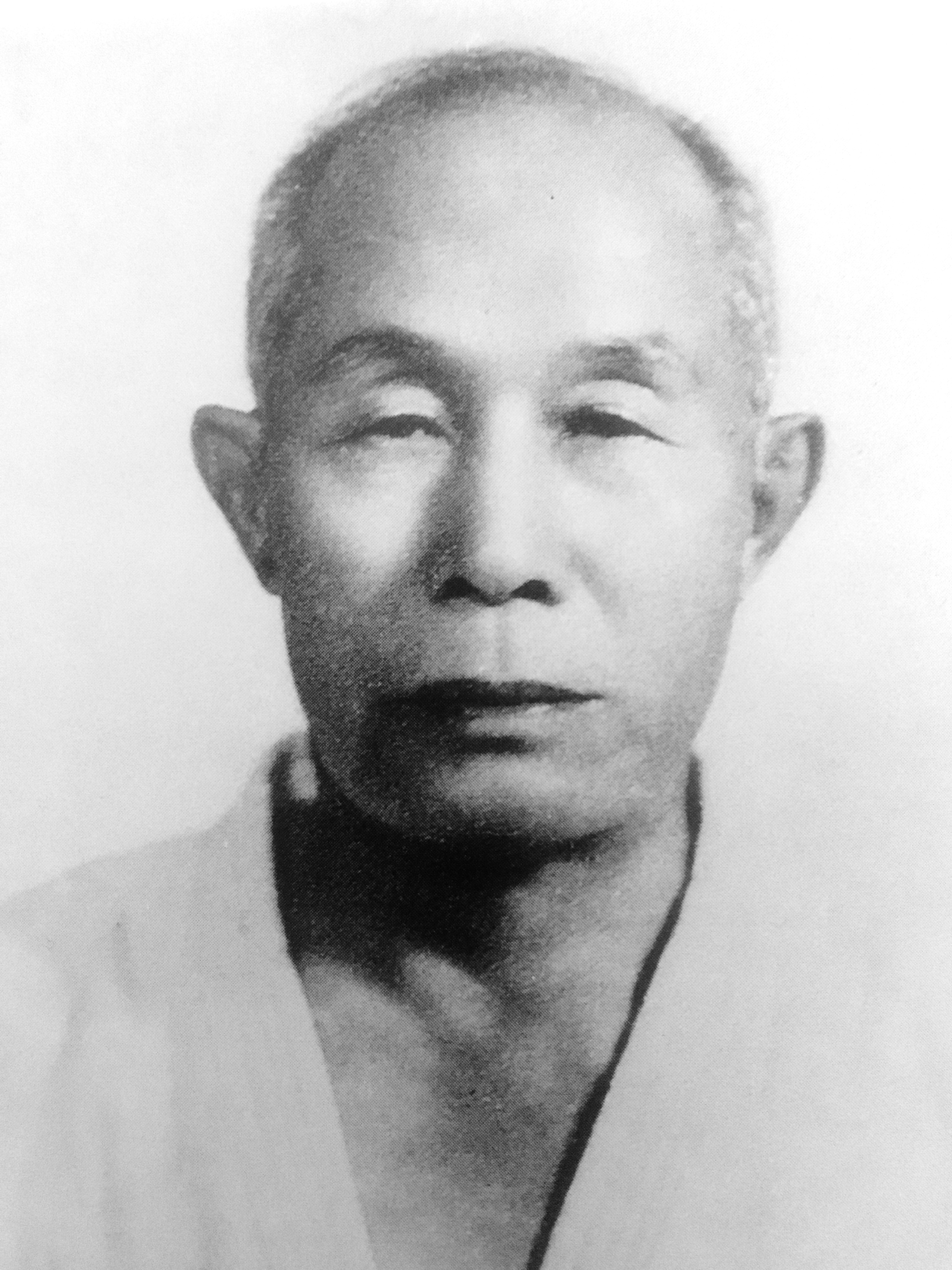
Choi Yong-sool, portrait in dobok, approx age 50

Cuando se habla del hapkido normalmente se suele hablar de dos tendencias: una dura y lineal, y otra más circular y fluida. Su fundador, el Gran Maestro Choi Young Sool, nació en 1904 y falleció en 1986. A pesar de que el Gran Maestro Choi fue una de las personas que más influyeron en la recopilación y estructuración, bajo un solo formato, de las artes tradicionales chinas, coreanas y japonesas, poca fue la gente que le reconoció su trabajo en vida, incluso entre sus propios alumnos y en la misma Corea. Esto se debió, sobre todo, a las disputas entre varios de sus discípulos directos.
El Hapkido a nivel estratégico y filosófico es defensivo; respecto a su aplicación técnico-táctica se emplean las siguientes 3 distancias del combate:
1. La distancia larga o de uso de las piernas, donde se emplean patadas, en combinación y en salto.
2. La distancia media o de uso de las manos, donde se emplean golpes de puño, golpes de mano abierta, bloqueos, chequeos, desvíos, atrapes y luxaciones.
3. La distancia corta o "cuerpo a cuerpo" tanto de pie como en el suelo, donde se emplean proyecciones, luxaciones, inmovilizaciones y estrangulaciones.
Hoy día existen muchas variantes del hapkido y más de una docena de federaciones, asociaciones, organizaciones y cuerpos gobernantes. Algunas variantes han producido formas (hyung en coreano o katas en japonés) para codificar y preservar las numerosas técnicas y fundamentos del arte, otras enfatizan el uso de las patadas altas (incluyendo combinaciones, saltos y patadas aéreas) y otras en el manejo de armas tradicionales. Algunos instructores han agregado incluso un mayor número de técnicas provenientes del kickboxing japonés o, incluso, varias técnicas provenientes de las artes marciales mixtas (MMA en inglés) siguiendo la naturaleza híbrida de la evolución del arte, para complementarlo.

## Historia

### Antecedentes
En los últimos dos mil años, la sociedad coreana, en busca de su identidad nacional y basándose en diferentes artes marciales chinas y japonesas, ha desarrollado varios sistemas y disciplinas de artes marciales (ho sin sul o  "técnicas de defensa" en coreano) que surgieron a raíz de los centenares de años de invasiones e intercambios comerciales entre Corea y sus países vecinos (China y Japón).
En la península de Corea, los monjes budistas y eruditos taoístas originarios de China fueron los primeros en divulgar algunos estilos propios de las artes marciales chinas o Kung fu donde se incluían golpes de mano abierta, patadas, además de varias luxaciones y proyecciones, al considerarlas alternativas no letales de combate, acordes con sus creencias. Se cree que algunos de estos monjes transmitieron sus técnicas a algunas de las familias de los aristócratas de la sociedad coreana, ya que los monjes y eruditos estaban encargados de su educación. Durante el período de la Dinastía Joseon (1392-1910) en Corea surgió un cambio masivo de la religión budista al neo-confucianismo más conservador y desde entonces las artes marciales empezaron a perder su importancia y fueron casi abolidas en favor de la academia, el arte, la música, la literatura y la poesía. Buscando una sociedad pacífica, trabajadora, armoniosa y honesta. Así que, solo algunas prácticas marciales siguieron en secreto, mientras que muchas otras cayeron en el olvido con el paso de los años.
Después del fin de la Dinastía Joseon vino la dramática ocupación japonesa de Corea, que se inició en 1910 y duró treinta y cinco años hasta el fin de la Segunda Guerra Mundial en 1945.
Durante el periodo colonial bajo el control japonés, Corea vivió un proceso de asimilación forzoso de lo japonés, negándosele, incluso el uso del idioma coreano, el uso de sus vestidos tradicionales o la preservación de la cultura propia, incluyendo por supuesto las artes marciales coreanas clásicas como la danza marcial popular o taekkyon, el subak y el kwon bup (técnicas de boxeo chino adoptadas a la cultura coreana), el ssirum (lucha cuerpo a cuerpo), el si pal ki (combate con y sin armas), el Kik sul, y otras. Las únicas artes marciales que estaban permitidas eran el Judo, el Karate-Do y el Kendo japoneses. No fue hasta el fin de la Segunda Guerra Mundial, en 1945 y con la rendición de Japón, cuando EE. UU. liberó a Corea de la ocupación, que se volvió a legalizar la práctica de cualquier arte marcial en ese país. Algunas de las artes marciales modernas que se desarrollaron en la península de Corea, tras el fin de la ocupación y con una marcada influencia técnico - táctica de las artes marciales japonesas ya mencionadas, fueron: el taekwondo, el tang soo do, el hapkido y el hapkumdo (esgrima).
Otras artes como el taekkyon, el kuk sul, el sipalki, el "subak", el "ssirum" y el hwa rang do se desarrollaron siglos antes, por lo que se las consideran artes marciales clásicas coreanas.
Aun hoy día, hay muchos instructores que sostienen, por devoción a sus maestros o por afinidad con el inmenso orgullo nacionalista propio del pueblo coreano, que el hapkido es tradicional y muy antiguo. Sin embargo, se sabe que este método se estructuró de mano de sus maestros fundadores a mediados del siglo XX, entre 1951 y 1959, durante y después de la Guerra de Corea (1950-1953).
El hapkido, en sus inicios, estaba destinado a acabar con la vida del los adversarios pues, debido a la guerra de Corea (1950-1953), hubo que prepararse rápidamente y dejar a un lado toda la filosofía de las artes marciales tradicionales de las que se derivan las diferentes técnicas. La paz se logró después de la firma del Armisticio en Panmunjong y con el paso de los años, algunos maestros han buscado regresar y revivir la filosofía del "hapki"/ "Aiki" bajo un enfoque taoísta, lo que llevaría al arte del hapkido a seguir una filosofía mucho más clara. Un camino verdadero, hacia la búsqueda de la preservación de la armonía con nuestra sociedad, con nuestra familia y con nosotros mismos.

### Origen y desarrollo

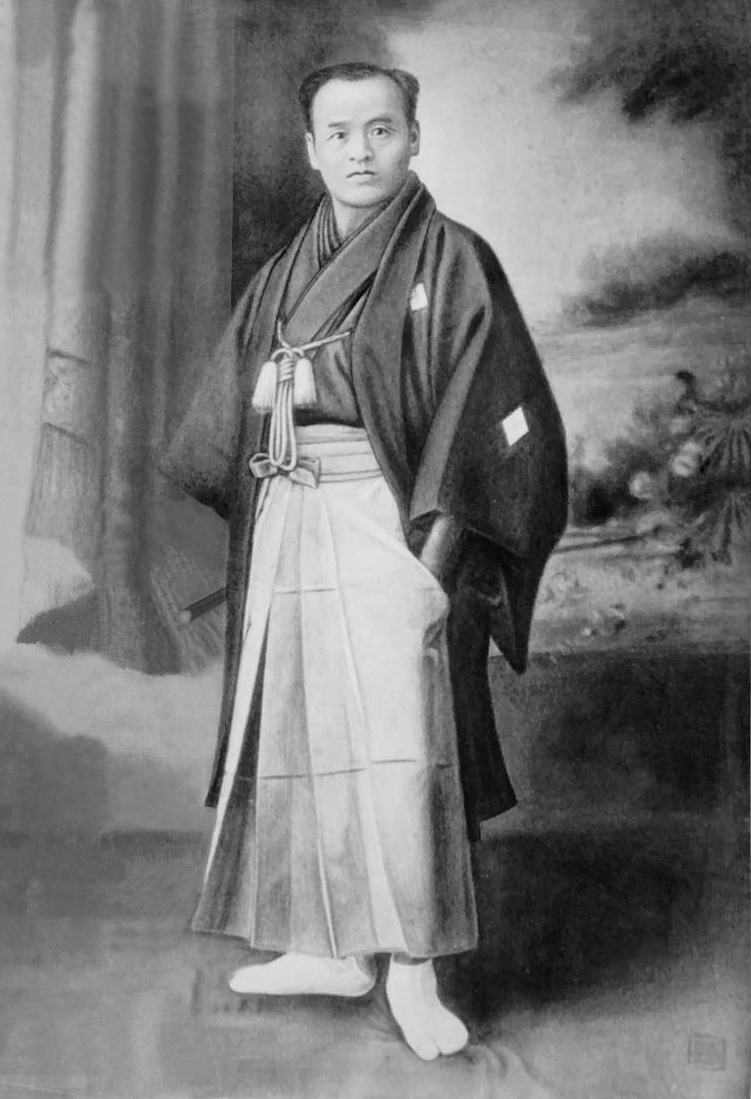
Fotografía del maestro de daitō-ryū aiki-jūjutsu Sōkaku Takeda en 1888

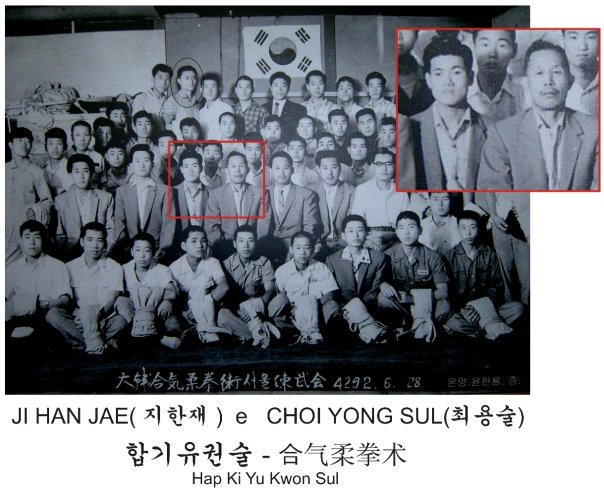
Grandes Maestros Ji Han Jae (izquierda) y Choi Yong Sul (derecha).

Si bien nadie discute acerca de los orígenes nipones y nativos del hapkido, si hay cierta controversia en relación a quién lo estructuró metodológicamente teniendo en cuenta lo que se conoce hoy en día como hapkido tradicional. En este sentido hay dos personas claves a las que se suele atribuir la consolidación de este arte marcial. El primero es el Gran Maestro Choi Yong Sul (1904-1986), quien llevó a Corea los conocimientos de daitō-ryū aiki-jūjutsu (conocido en ese entonces como un estilo de yawara o de jujutsu tradicional) aprendido por Choi en Japón. La segunda persona clave que consolidó y promovió este arte marcial también en occidente es Ji Han Jae, uno de los primeros y más veteranos alumnos que tuvo Choi Yong Sul.

#### El fundador, el Gran Maestro Choi Yong Sul
El Gran Maestro Choi Yong Sul (1904-1986) nació en Chungbuk, Corea. En 1912, a los ocho años de edad y durante la ocupación japonesa de Corea, Choi fue llevado a Japón por un comerciante al mayoreo de dulces, de nacionalidad japonesa; Ogichi Yamada, quien volvía a su país de origen. Choi Young Sul era huérfano y el intento de adopción (al parecer informal) por Yamada y su esposa no resultó. Tras estar tres años viviendo con estos, y debido al difícil carácter del Choi; los Yamada lo abandonaron, con cierta nostalgia, en un templo budista zen. El joven Choi estuvo durante dos años conviviendo en el templo bajo el cuidado del monje Kintaro Wadanabi, pero la forma inquieta de ser de Choi no era la más adecuada para seguir una vida religiosa y apacible por lo que el monje que lo cuidaba le preguntó que a qué quería dedicarse en la vida. El joven Choi ya con trece años de edad señaló hacia las imágenes de guerreros que cubrían las paredes del templo. En esa época muchos de los guerreros samurái, siguiendo las antiguas tradiciones, hacían peregrinaciones anuales a lo largo del Japón para dar gracias y mejorar sus destrezas. Durante estos viajes visitaban los templos locales para ofrecer plegarias y donaciones. En una de estas ocasiones, el monje entregó a Choi en calidad de siervo ante un señor feudal y samurái que conocía; el Maestro Sōkaku Takeda, quien era el líder del clan feudal de la familia Takeda. El Maestro Sokaku Takeda residía en el castillo Daitō y era el último maestro heredero de la tradición marcial (o soke) del arte del daitō-ryū aiki-jūjutsu, siendo el único heredero de la trigésima séptima generación (37) del arte y además maestro de esgrima japonesa clásica, o kenjutsu, del estilo ona-ha itto-ryu kenjutsu.
Era el año 1917 y el Maestro Sōkaku Takeda, al ver que no podía educar ante la élite de los nobles kuge o ante los guerreros samurái de su clan a un niño coreano desterrado, hizo que Choi adoptara el nombre de "Asao Yoshida" dado por su primer padre adoptivo en Japón y le prohibió usar las costumbres y lenguaje coreano con el fin de que no fuera discriminado por sus pares. Con tiempo, obediencia, mucho esfuerzo y gran sacrificio, Asao Yoshida se ganó el aprecio de la familia Takeda y de su maestro, a quién acompañó en numerosas exhibiciones y combates en sus recorridos por todo el país presenciando varios de los numerosos desafíos que le hacían distintos mercenarios, o samuráis sin amo (ronin) y otros guerreros samurái. Durante la Segunda Guerra Mundial (1939-1945), el Maestro Sōkaku Takeda y Asao Yoshida fueron empleados por el ejército imperial del Japón en la captura de numerosos desertores al ejército y bandidos, los cuales se ocultaban y abundaban en las montañas del Japón. Choi llegó a considerar al Maestro Sōkaku Takeda como su padre sustituto (refiriéndose así a él en varias entrevistas) aún años después del fallecimiento del famoso maestro de daitō-ryū aiki-jūjutsu.
Tras la muerte del Soke (maestro heredero) Takeda en 1943 (según Choi, el maestro Sōkaku Takeda murió voluntariamente de inanición, debido la vergüenza que sintió porque Japón estaba perdiendo la guerra) y tras finalizar la Segunda Guerra Mundial en 1945, Asao Yoshida regresó a su Corea natal, específicamente a la ciudad de Daegu (provincia de Gyeongsang del Norte), volviendo a adoptar su nombre coreano o "Choi Yong Sul". En Corea empezó una nueva vida criando cerdos, y dedicándose a las labores del campo. En su región había una cervecería, que daba los restos de turba desechados para alimentar a los cerdos y cuando repartían la comida para animales, debido a que la cervecería usaba agua de un pozo cercano, y ya que no había redes de acueducto en aquel entonces, siempre había discusiones entre los varios criadores, ya que algunos se ofrecían a traer el agua del pozo, perdiendo su lugar en la fila. Un día debido a esto se produjo una pelea en la fábrica durante la cual, el gerente encargado de esta se fijó en como Choi se deshacía fácilmente de sus adversarios. Tras solicitar verle en su oficina, el gerente le pidió a Choi que le enseñara sus técnicas a su hijo, quien era el gerente encargado y que se llamaba Seo Bok-Seob (y que en ese entonces practicaba Judo, incluso siendo ya un 1 dan), convirtiéndose en uno de los primeros discípulos de Choi y posteriormente en uno de los primeros maestros de Hapkido. Desde entonces, Choi y Seo comenzaron a desarrollar un método de defensa personal basado en la combinación del arte marcial clásico del daitō-ryū aiki-jūjutsu proveniente del Japón, del entonces arte marcial tradicional del Judo, junto con las técnicas de la danza marcial coreana o  taekkyon, la cual se destaca por sus numerosas técnicas de patadas, atrapes con los pies y barridos. A este nuevo sistema inicialmente lo llamó Yu Kwon Sul y finalmente, sus discípulos lo llamaron "hapkido".

#### El Gran Maestro Seo Bok Seob
Seo Bok-seob o Suh Bok Sup, fue el primero en aprender las enseñanzas del Gran Maestro Choi Yong Sul, con quien fundó el primer dochang del arte en 1951, llamado daehan hapki yu kwon sool (대한 합기 유권술 도장), en Daegu, Corea del Sur. Esto ocurrió después de él observara al Gran Maestro Choi defenderse exitosamente en los alrededores de la Compañía Cervecera Seo. Tras el incidente Seo y otros trabajadores de la fábrica prepararon una sala de entrenamiento o dochang en una bodega, donde comenzaron a entrenar.
Puesto que el Gran Maestro Seo, provenía de una familia rica y políticamente activa en su región, se le dio una excelente educación, incluso llegó a graduarse de una prestigiosa universidad en Japón como estudiante de intercambio. Lo cual no era posible sino para pocos en su época. Bajo la ocupación japonesa (1910-1935) estudió el entonces arte marcial japonés del Judo e incluso logró obtener su grado de cinturón negro primer (1) Dan, bajo el maestro coreano Yong Ho Choi siendo muy joven. Al Gran Maestro Seo, como miembro de una familia prestante, le dieron posiciones de autoridad desde muy joven, y llegó a ser el fundador y director de una destilería de vino de arroz. El padre del Gran Maestro Seo, era congresista en la nueva Corea tras la guerra, y empleo al Gran Maestro Choi, y a otros practicantes iniciales de hapkido como sus guardaespaldas.
El Gran Maestro Seo fue quien diseñó el primer símbolo usado para el hapkido, que consistía en dos cabezas de flecha encontrándose al interior de un círculo; el círculo significa el universo, dentro del universo está el hombre, las flechas significan la unión, el encuentro entre los opuestos, entre lo duro y lo suave, el ying y el yang, todo en un ciclo de cambio y equilibrio constante o armonía. Este emblema aún se encuentra en uso en la Korea Kido Association, en la World kido Association, en la World Hapkido Federation, y en la Korea Hapkido Jung Sool Kwan Association. Asimismo, el Gran Maestro Seo incorporó al hapkido numerosas técnicas de proyección (nage-waza), técnicas de lucha en el suelo (ne-waza), técnicas de luxación articular (kansetsu-waza), además de varias técnicas de estrangulación "(shime-waza), provenientes del entonces arte marcial japonés del Judo, que había practicado en su juventud.
El Gran Maestro Seo reclama que él y el Gran Maestro Choi, habían acordado acortar el nombre del arte de hapki yu kwon sool a "hapkido" en 1959.
Años más tarde, el Gran Maestro Seo se dedicaría por completo a la medicina tradicional oriental, llegando a ser profesor universitario en Seúl en masaje deportivo y osteopatía (terapia manual).
Es importante notar que el Gran Maestro Ji Han Jae, fue alumno tanto del Gran Maestro Choi, como del Gran Maestro Seo Bok Seob, quien tenía un mayor grado que él, siendo su superior en el "dojang".

#### El Gran Maestro Ji Han Jae

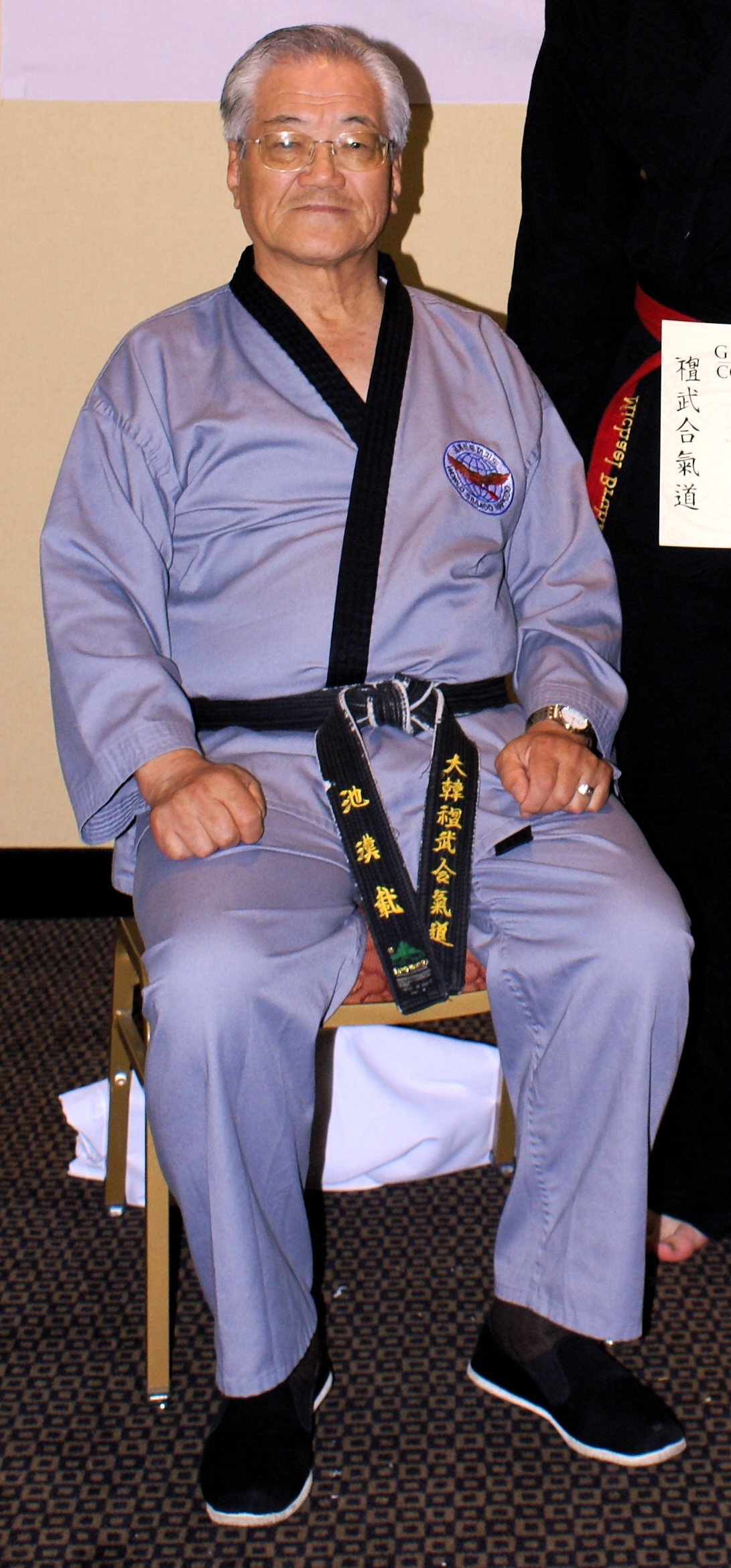
El gran maestro Ji Han Jae, fundador del Sin Moo Hapkido

Ji Han Jae nació en An Dong, Corea, en 1936. A los 3 años huyó a China con su familia, dejando la Corea ocupada. Después de la Segunda Guerra Mundial (1939-1945) tras la liberación de Corea, Ji regresó junto a su familia a su país natal. A la edad de 13 años en 1949 Ji se desplazó a la ciudad de Taeguk para asistir al instituto. Su familia vivía justo al lado de la casa del Gran Maestro Choi Yong Sul y comenzó a asistir a sus clases de yawara/daitō-ryū aiki-jūjutsu. Ji recuerda que las clases eran muy duras, pero este soportó los entrenamientos. Al cabo de varios años Choi nombró a Ji como su primer ayudante y le fue otorgado el cinturón negro en el sistema hapki yu kwon sul, estructurado por Choi.
Ji Han Jae en 1956 termina sus estudios y se traslada a su pueblo natal An Dong, allí siguió su adiestramiento en artes marciales bajo el erudito taoísta Lee en lo que este llamó el arte del sam rang do tek gi (el camino del amor/contemplación universal), este arte incluía Taekkyon (patadas, derribos, golpes), técnicas de bong sul (técnicas con palos y bastones largos, medios y cortos) además de meditación taoísta. Posteriormente, Ji abrió su primera escuela de artes marciales en An Dong a la que llamó An Moo Kwan. Allí enseño hapki yu kwon sul siendo su alumno más destacado en este periodo Oh Se Lin, actualmente Presidente de la Korea Hapkido Federation.
Con el tiempo, Ji desarrolló técnicas de patadas extremadamente complejas, entrenándose colocando garbanzos en un calcetín que ataba con una cuerda y lo colgaba del techo, usando este para practicar el foco de las patadas, incorporando saltos por la espalda con patadas circulares una y otra vez. En ese año Ji ideó la patada circular con giro de 360º que revolucionaría las artes marciales, la llamó dwi dora chagui y pronto las escuelas de taekwondo la incorporaron, así como en los años 70 Bruce Lee la haría famosa en sus películas. En septiembre de 1957 Ji decidió probar suerte y se desplazó a Seúl. Allí fundó su segunda escuela en el distrito de Ma Jang Dong, la llamó Sung Moo Kwan. Esta escuela fue la más importante, donde desarrollaría el programa del hapkido moderno actual. En ella Ji perfeccionó las enseñanzas que recibió en Yu Kwon Sul del Gran Maestro Choi Yong Sul y el sam rang do tek gi del erudito taoísta Lee. En un comienzo Ji tuvo pocos estudiantes, que eran principalmente de la Universidad de Han Yang, y estos tenían poco dinero.
Un día Lee Yung Sung, un conocido gánster del distrito de Ma Jang Dong (donde estaba la escuela Sung Moo Kwan), fue a la escuela de Ji a retarlo. Agarró su Cinturón Negro de una repisa y lo tiró a sus pies. Ji, enfadado por la afrenta, le hizo una inmovilización de codo con su axila izquierda, paso por detrás de él y continuó con la inmovilización de codo, sometiéndolo. Lee no dijo nada, sólo se fue. Después de este incidente el gánster Lee respetó las técnicas de Ji Han Jae y envió a unos treinta de sus seguidores a inscribirse en la escuela. Los estudiantes más notables de esta escuela fueron: Hwan Dok Kyu (actual Presidente de la Korea Hapkido Association) y Myung Kwan Shik (Presidente de la World Hapkido Federation).
La situación de Ji comenzó a mejorar y en 1958 traslado su escuela al distrito de Jung Bu Shi Jang. En este periodo de tiempo sus alumnos destacados fueron: Han Bong Soo (Pte. de la International Hapkido Association) y Myung Jae Nam (Pte. de la International Hapkido Ferderation).
Fue en el año 1959 cuando Ji decide cambiar el nombre de hapki yu kwon sul por "hapkido". Las razones fueron las siguientes: él había enriquecido el estilo del Gran Maestro Choi con las técnicas del sam rang do tek gi aprendidas con el erudito taoísta Lee, que incluían el taekkyon (patadas, golpes, derribos), técnicas de moo gui sul (armas tradicionales) y el mukyon (técnicas de ki), organizando la progresión en las técnicas a mano vacía. Aunque Ji Han Jae comenzó instruyendo el arte bajo el nombre de hapki yu kwan sul, a Ji le gustaba emplear la palabra "do", quitando entonces la palabra "sul", porque do significa 'manera de vivir' y sul 'técnicas'. Entonces decidió nombrar a su estilo definitivamente como hapkido. Ji eligió el símbolo de un águila atrapando una flecha en el aire como representación gráfica del hapkido, ya que este arte busca, principalmente, usar los atrapes para neutralizar los diferentes ataques o agresiones del adversario, siendo esta la base de las técnicas. Así el águila atrapando la flecha representa a las escuelas originales de hapkido descendientes de las enseñanzas del hoy Gran Maestro Ji Han Jae.
En 1961, el Gran Maestro Kim Moo Wong, amigo de Ji y también alumno de Choi, entrenó durante 8 meses en la escuela Sung Moo Kwan de Ji. Kim era un excelente pateador y durante bastante tiempo estuvo buscando nuevos estilos de patadas, las estuvo practicando y perfeccionando junto a su amigo Ji Han Jae en su escuela. Fue durante este tiempo cuando las patadas de hapkido quedaron definidas, estas son las mismas que se practican hoy, excepto en las escuelas de Sin Moo Hapkido, ya que Ji Han Jae dio una evolución posterior a las técnicas de golpeo en los años 80.
En 1962, Ji se traslada al distrito de Kwan Chul Dong, donde estaba ubicada la academia militar. En ese año la esposa del presidente de Corea (general Park) es asesinada, el presidente sintió miedo y decidió centrarse en su seguridad. La escuela Sung Moo Kwan de Ji era muy conocida y particularmente "dura". Ji fue requerido por el mayor Lee Dong Nam, para una exhibición y demostrar sus técnicas en la Academia Militar ante el Consejo Militar Supremo. Inmediatamente Ji fue contratado por el gobierno y nombrado Instructor en Jefe de la guardia de seguridad del presidente de Corea (general Park Chung Hee), recibiendo a su cargo el adiestramiento directo de sus 300 guardaespaldas, este cargo lo ostentó durante 19 años, hasta 1979.
En 1963, Ji Han Jae tenía 27 años, ese año se levantó el embargo de importaciones desde el Japón y llegó a sus manos uno de los primeros libros en japonés del arte marcial tradicional del Aikido, llamado Aikido - The arts of self defense (Aikido - Las artes de la defensa personal) publicado en 1957 por uno de los más famosos estudiantes del O-Sensei (o Gran Maestro) Morihei Ueshiba, llamado Koichi Tohei. El Gran Maestro Ji notó que los ideogramas chinos eran iguales para el Hapkido como para el Aikido y solamente la pronunciación era diferente. Aislado en la Corea de entonces, Ji no sabía que ya existiera un estilo tradicional previo llamado Aikido y debido a que aún en Corea se miraba con resentimiento a lo japonés, debido al reciente final de la invasión japonesa (1910-1945) del país. Ji no aprobó que se usara el mismo nombre que en el estilo japonés, entonces quitó el "hap" y durante un corto espacio de tiempo llamó a su arte "kido".
Aprovechando su influencia política decidió crear una organización que representara a las artes marciales coreanas, así funda la Korea Kido Association para supervisar y estandarizar las enseñanzas y requisitos de los cinturones negros de las diferentes artes clásicas y modernas, el Taekwondo ya era considerado como el deporte nacional, y tenía su organización propia. La Korea KiDo Association reúne actualmente más de 40 variaciones de diferentes artes marciales tradicionales y modernas. Como muestra de respeto a su primer maestro, Ji ofrece la presidencia de la nueva organización al Gran Maestro Choi pero, a pesar de ser Ji uno de los fundadores, Choi nombró a Kim Yung Jung (su mano derecha) como secretario general en vez de a Ji. Esto no gustó a Ji ni tampoco a los alumnos que estaban entrenando en la Sung Moo Kwan (la escuela de Ji) bajo el nombre de "hapkido". Estos alumnos también decían que no les gustaba la nueva denominación "kido" y que continuarían nombrando a su arte "hapkido", ya que no sentían de la misma manera el nuevo nombre "kido" y no les preocupaba que hubiera un arte japonés previo cuyo nombre fuera parecido. Para ellos las dos artes no se relacionaban y los estudiantes que lo practicaban asiduamente no necesitaban cambiar el nombre. Y no cesaron en su empeño. Por todas estas razones y a sugerencia de Park Jong Kyu (3° Dan, Jefe de Seguridad del Presidente), Ji abandono la Korea KiDo Association y en 1965 fundó la Korea Hapkido Association. La Korea Hapkido Association se centraba principalmente en la seguridad del presidente Park y en 1967 la asociación envió a 50 miembros en equipos de exhibición a Vietnam, algunos de estos: Myung Kwang Shik, Han Bong Soo, Jung Won Sun y Ji Han Jae. El equipo mostró varias técnicas de hapkido a las tropas coreanas, estadounidenses y vietnamitas. Todos los soldados coreanos eran adiestrados en esa época en Taekwondo militar y con estas exhibiciones quedaron bastante impresionados por la eficacia del hapkido, que pronto también comenzó a formar parte de la enseñanza de las fuerzas especiales del ejército coreano, los llamados "Korean Tigers".
En la actualidad Ji Han Jae reside en Estados Unidos y su organización Sin Moo Hapkido tiene su dochang central en Suiza y cuenta con representantes en Europa, Asia y en otros continentes.

#### El Gran Maestro Hwang In Shik
Hwang In-Shik, nació en septiembre 13 de 1940, en Sunch'ŏn, al norte de Pyongyang en lo que es hoy día Corea del Norte, él y su familia se trasladaron a Seúl en su niñez, y allí fue donde comenzó su práctica de las artes marciales; primero en tangsudo, y a los 13 años con el hapkido. Fue alumno del Gran Maestro Kim Yong-Jin y del Gran Maestro Choi, llegó a tener su cinturón negro a los 16 años y fue llevado a la Korea Hapkido Association, presidida en ese entonces por el Gran Maestro Ji Han Jae, en esta época Hwang era reconocido por su gran habilidad al dar patadas. En 1976 le fue dado el grado séptimo Dan por la Korea Hapkido Association "Dae Han Min Gook Hapkido Hyub Hwe" (Asociación de Hapkido de la República de Corea), durante esa época fue un profesor muy conocido del arte.
En 1972, con el auge del cine de Hong Kong de acción, los productores chinos y sus estrellas fueron a entrenar en la Asociación Coreana de Hapkido, buscando técnicas más atrevidas y emocionantes para la pantalla grande. Ambos Ji Han Jae, como Hwang In Shik protagonizaron varias películas hechas en Hong Kong, y algunas en Corea. Más adelante, el Gran Maestro Hwang protagonizaría la serie de famosas películas "The Young Master", con Jackie Chan, donde muestra sus grandes habilidades tanto con las piernas, como en técnicas y contratécnicas de luxaciones múltiples, desarrolladas en el hapkido original a partir del daitō-ryū aiki-jūjutsu japonés en las que especialmente se destacaba.
En 1976, el Gran Maestro Hwang comienza una nueva vida en Canadá, donde forma su propia familia, abriendo un dochang en Danforth, Toronto; donde continua enseñando y entrenando a diario. En la actualidad viven y quedan muy pocos estudiantes, graduados personalmente por el Gran Maestro Hwang.
El Gran Maestro Hwang, a pesar de permanecer independiente de toda asociación o federación, apoya a la World Hapkido Association, habiendo participado en seminarios y diversos eventos que se han llevado a cabo en los EE. UU., Noruega, Brasil y Lanzarote.

#### El Gran Maestro Bong Soo Han
Bong soo Han o Han Bong Soo (agosto 25, 1933 – enero 8, 2007), es conocido como el padre del hapkido en los EE. UU. Fue instructor de artes marciales, escritor y el fundador de la Federación Internacional de HapKiDo (International Hapkido Federation), Han nació en Incheon, Corea del Sur. Comenzó a estudiar hapkido bajo las enseñanzas del Gran Maestro Choi en su adolescencia. Durante la ocupación de Corea por los japoneses (1910-1945) se requería que todos los niños en edad escolar leyeran, escribieran y hablaran en japonés; adicionalmente se les enseñaba las artes marciales del judo, o del kendo. Han estudió estas disciplinas intensamente desde 1943 a 1945.
De 1948 a 1950, Han estudió Kempo coreano o kwon bup, que era una mezcla de los métodos de boxeo chino o Kung-Fu/Chuan Fa. Después estudió karate estilo shudokan, logrando obtener su cinturón negro primer dan bajo el Maestro coreano Byung In Yoon. Las enseñanzas del Maestro Yoon y sus estudiantes llevaron al desarrollo de una de las primeras escuelas de "kong soo do" siendo esta una de las escuelas (junto con las escuelas chang moo kwan, jido kwan y otras pocas) que ayudaron a formar el estilo que hoy se conoce como el Taekwondo estilo WTF.
Tras ver una demostración hecha por el Gran Maestro Choi Yong Sul, Han comenzó su entrenamiento en hapkido. Sin embargo, en los años 50, Han se encontraba con otros instructores de artes marciales para entrenar e intercambiar ideas, incluso viajaba a la ciudad de Hwa Chun, en la provincia de Kang Won, donde entrenó el arte clásico coreano del Taekkyon, bajo el Gran Maestro Bok Yong Lee.
Ya que Han era nativo de Seúl, y uno de los estudiantes más antiguos del Gran Maestro Choi, le asistió en promover la primera escuela de hapkido en la capital del país. Más tarde en 1959, Han abrió su propio dochang, en Samgangji, Seúl. Han se convirtió uno de los profesores más importantes en la recientemente creada Asociación Coreana de Hapkido (Korea Hapkido Association), y enseño a muchas personas de gran importancia en el ejército coreano, y la guardia presidencial. Eventualmente fue elegido para enseñar artes marciales a militares de los EE. UU. en la base de militar de la fuerza aérea en la ciudad de Osan, enseñando allí por 6 años.
En 1967, durante los años finales de la Guerra de Vietnam (1955-1975), enseñó defensa personal coreana (Hoo Sin Sool en coreano) a cientos de militares coreanos y fue parte del equipo de demostración de la Asociación Coreana de Hapkido (Korea Hapkido Association).
Al final de 1967, Han emigró a los EE. UU. primero se hospedó en casa de un amigo, enseñando hapkido en la escuela Choi's Hapkido School, en California. Y después abrió su propia escuela en la ciudad de Los Ángeles en 1968. Sus primeros años fueron muy duros, durante el día trabajaba como operario en una fábrica y en las noches enseñaba.
El 4 de julio de 1969, el Gran Maestro Bong Soo Han se encontraba dando una demostración de hapkido en un parque en Pacific Palisades, California. En la audiencia estaba el actor Tom Laughlin; quien se acercó al Gran Maestro para convencerlo de hacer parte de su proyecto cinematográfico; la película "Billy Jack". Debido a las escenas de esta película el Gran Maestro Han ganó fama mundial al dar a conocer el hapkido.
El Gran Maestro Han continuó haciendo y dirigiendo coreografías en el cine de acción durante los años 70 y 80. El Gran Maestro Han ha sido portada en varias oportunidades de revistas y artículos de prensa. Es parte del salón de la fama desde 1978. Ha publicado numerosos artículos, y es el autor del libro Hapkido, The Korean Art of Self-Defense (Hapkido, El Arte Coreano de la Defensa Personal), que fue publicado por la editorial Ohara Publications en 1974 y que ya esta en su vigésima tercera (23) reimpresión. Asimismo algunos meses antes de fallecer completó una serie de 10 DVD sobre hapkido.

#### El Gran Maestro Kwang Sik Myung
Myung Kwang-Sik Nació en Corea del Norte, pero vivió en Seúl durante su infancia. Allí durante los años de la ocupación japonesa, en 1948 a los 7 años comenzó su entrenamiento en artes marciales bajo su tío quien le enseño las bases del arte del sable japonés o Kendo; ya en la escuela secundaria comenzó la práctica del judo. Sin embargo debido a que por esa época era débil y con baja estatura, se sintió aventajado en judo y lo complemento con el tangsudo, tres veces por semana. A los 15 se le concedió el cinturón negro en tangsudo. Asimismo también inició sus estudios en acupuntura y caligrafía oriental. También estudio yoga, del cual afirmó que: "aunque no es un arte marcial, es bueno para los artistas marciales", e hizo algo de boxeo occidental.
El Gran Maestro Myung comenzó sus entrenamientos de hapkido con Ji Han Jae en Seúl en 1957, donde practicó con otros conocidos maestros e instructores como: Hwang Duk-Kyu, quien después fue presidente de la Korea Hapkido Association, Lee Tae-Joon, Kang Jong-Soo, Kim Yong-Jin y Kim Yong-Whan. Mucho más adelante, recibió lecciones del Gran Maestro Choi Yong-Sul. Se graduó de la Universidad Sung Kyon Kwon en Comercio.
En 1967, la Korean Hapkido Association envió 14 de sus miembros del equipo de demostración, incluyendo al Gran Maestro Myung a Vietnam para demostrar y enseñar el arte a las tropas vietnamitas y a las de los EE. UU.
En 1968, el Gran Maestro Myung publicó el libro Hapkido de 254 páginas en lenguaje coreano, a sus 27 años.[cita requerida] En 1976 se publicó en inglés KOREAN Hapkido - ANCIENT OF MASTERS. Como reconocimiento fue nombrado director de la sucursal norte en Seúl de la Korea Hapkido Association.
Myung abrió una escuela en el distrito Sansunkyo llamándola "The Korea Hapkido Yon Mu Kwan Association". Myung emigrara a los EE. UU., en 1973, a la ciudad de Cincinnati, Ohio. En diciembre de ese año, se mudó a la ciudad de Detroit, donde abrió su primera escuela propia y formó la World Hapkido Association. En 1976, publicó el libro en inglés de 300 páginas llamado "Hapkido – Art of Masters".
En 1985 el nombre de la World Hapkido Association, cambió al de la World Hapkido Federation. Para esta época Myung buscó complementar su hapkido con un programa paralelo en taekwondo e introdujo las formas para ser añadidas al programa de estudios existente. En 1986, Myung Kwang Sik recibió el 9º Dan (número de certificado # 85-001).
En 1997, el Gran Maestro Myung diseño el uniforme de su asociación, basándose en las vestiduras de una antigua dinastía coreana.
En la década de los años 2000, el Gran Maestro Myung sufrió un accidente automovilístico, que lo dejó confinado a una silla de ruedas; pero contra todos los pronósticos se rehabilitó en el 2006. Asimismo, decidió dejar en manos de su hijo, Maestro Roe Jai Myung, la dirección de la World Hapkido Federation.
El Gran Maestro Kwang Sik Myung, falleció el 19 de julio del 2009.

### El nombrehapkido
Los ideogramas que representan la palabra hapkido son iguales a los del arte marcial tradicional japonés del aikido, diferenciándose solo en la pronunciación. Esta similitud en los ideogramas es, por un lado, fruto del origen en común que estas dos artes marciales tienen con el daitō-ryū aiki-jūjutsu respecto a los ideogramas "hapki" y "aiki", y, por el otro lado, es fruto de la casualidad respecto a la inclusión del ideograma "do" en el nombre de las dos artes marciales, ya que, aunque ambas artes marciales poseen bases técnicas y tácticas comunes, estas no se relacionaron hasta años después de que fueran fundadas.

Hapkido:
Hap 合  (unión), ki 氣  (energía) y do 道  (camino).

Cuando hablamos de "hap" lo hacemos refiriéndonos a la unión o unirse a algo, cuando hablamos de "ki" lo hacemos refiriéndonos a la energía que hace que todo exista y se mueva, y cuando hablamos de "do" lo hacemos refiriéndonos al camino que busca regresar al tao filosófico, a la comunión con el absoluto. Por lo tanto, "hapkido" también puede significar 'el camino para unirse a la energía para alcanzar la armonía con quienes nos rodean, con la naturaleza y con nosotros mismos'.
El Gran Maestro Ji Han Jae, reclama haber sido el primero en introducir el nombre "hapkido" en Seúl en 1957. Sin embargo, esto es fuertemente discutido por el primer alumno de Choi, el Gran Maestro Suh Bok Sup, el cual reclama que él y el Gran Maestro Choi utilizaban ya las palabras "hapkido" cuando este abrió su primer dochang, en 1951. El mayor estudioso de las artes marciales coreanas, Dr. Kim He-Young, después de años de investigación nos dice a modo de metáfora lo siguiente:

Podemos acercar las dos posiciones diciendo que el maestro fundador Yong Sul Choi encendió el fósforo, pero quien provocó el incendio que dio a conocer el hapkido masivamente en Corea, fue su discípulo Ji Han Jae.

De esta última metáfora se puede concluir que Ji Han Jae fue el motor expansivo y gran difusor del hapkido en Corea y, tal vez, pudiera ser cierto que fuera él quien primero lo denominara como tal y por ende, ser su fundador, más si se toma en cuenta que Ji Han Jae adicionó nuevas técnicas a este arte marcial moderno. Sin embargo, más allá de quién fue el primero en emplear el nombre de hapkido, lo que salta a la vista es que tanto el Gran Maestro Choi Yong Sul como el maestro Ji Han Jae han sido los dos personajes claves en el desarrollo del hapkido. El primero por sentar las bases técnicas iniciales de este arte marcial y el segundo por difundirlas y enriquecerlas con otras nuevas técnicas (armas tradicionales, técnicas de emisión y captación de la energía o ki, meditación, y patadas innovadoras).

## Grados KUPS según el Universal Hapki-do DEAMYDC
La disciplina Universal Hapki-do DEAMYDC (U.H.D.) del Departamento Español de Artes Marciales y Deportes de Contacto DEAMYDC, es una disciplina que ha unido varias disciplinas más y menos conocidas del Hapki-do para practicarlo universalmente.
Los grados kups son los grados más básicos del Hapki-do. Siguen una numeración inversa, por lo que un alumno que acabe de empezar a practicar Hapki-do, ostentará el 10º kup, mientras que un alumno que esté a punto de obtener el cinturón negro (1º DAN) tendrá el 1º kup. Aunque los grados fueron tomados asimismo del Taekwon-do coreano, el sistema por grados de cinturones fue implantado por primera vez en el Judo, a principios del siglo XX.
El Departamento Español de Artes Marciales y Deportes de Contacto DEAMYDC es una entidad, la cual posee ámbito Nacional, estando registrado en España en el Ministerio del Interior con el n.º de Registro Nacional 607.327, así como son reconocidos por la Federación Española de Artes Marciales y Deportes de Contacto FEAMYDC.
En U.H.D. los cinturones ordenados de más inexperto a más experto son :
| Color                                                | Graduación                 | Descripción Universal Hapki-do DEAMYDC (U.H.D.) | Portación       |
| ---------------------------------------------------- | -------------------------- | --- | --------------- |
|                                                      | Cinturón Blanco            | Blanco: Este color simboliza la inocencia, el inicio del practicante en el camino del Hapki-do. Fé. Requiere un mínimo de 3 meses de portación | 3 meses         |
| Cinturón Blanco Amarillo de Universal Taekwondo UTD  | Cinturón Blanco- Amarillo  | Blanco-Amarillo: Esta combinación simboliza la inocencia en el inicio del practicante en el camino del Hapki-do y a su vez se ven los pequeños destellos de la luz del sol. Requiere un mínimo de 3 meses de portación. (Menores de 14 años) | 3 meses         |
|                                                      | Cinturón Amarillo          | Amarillo: Este color simboliza los pequeños destellos de la luz interior que quiere cubrir toda la tierra del mundo del Hapki-do. Educación. Requiere un mínimo de 3 meses de portación. | 3 meses         |
| Cinturón Amarillo Naranja de Universal Taekwondo UTD | Cinturón Amarillo-Naranja  | Amarillo-Naranja: Esta combinación simboliza que los pequeños haces de luz comienzan a cubrir la tierra fértil, donde se plantará una nueva semilla que brotará como una futura planta. Requiere un mínimo de 4 meses de portación. (Menores de 14 años) | 4 meses         |
| Cinturón naranja de Universal Taekwondo UTD          | Cinturón Naranja           | Naranja: Este color simboliza la tierra fértil, donde se plantará una nueva semilla que brotará como una futura planta. Admiración. Requiere un mínimo de 5 meses de portación. | 4 meses         |
| Cinturón Naranja Verde Universal Taekwondo UTD       | Cinturón Naranja-Verde     | Naranja-Verde: Esta combinación simboliza la semilla del Hapki-do, sembrada en el practicante. Requiere un mínimo de 5 meses de portación. (Menores de 14 años) | 5 meses         |
|                                                      | Cinturón Verde             | Verde: Esta combinación simboliza la germinación de la semilla, como una nueva planta. Moral. Requiere un mínimo de 7 meses de portación. | 7 meses         |
| Cinturón verde azul de Universal Taekwondo UTD       | Cinturón Verde-Azul        | Verde-Azul: Este color simboliza el crecimiento de la planta, a medida que las habilidades en el Hapki-do comienzan a desarrollarse. Requiere un mínimo de 8 meses de portación. (Menores de 14 años) | 8 meses         |
|                                                      | Cinturón Azul              | Azul: Simboliza el Cielo, hacia el cual va creciendo la planta hasta convertirse en un árbol maduro, a medida que los conocimientos en Hapki-do avanzan. Yacimiento. Requiere un mínimo de 9 meses de portación | 9 meses         |
| Cinturón Azul Marron Universal Taekwondo UTD         | Cinturón Azul-Marrón       | Azul-Marrón: Esta combinación simboliza a los primeros frutos que el árbol comienza a dar, los cuales son los frutos logrados en el aprendizaje del Hapki-do. Requiere un mínimo de 11 meses de portación. (Menores de 14 años) | 11 meses        |
| Cinturón marron Universal Taekwondo UTD              | Cinturón Marrón            | Marrón: Este color simboliza el peligro. Es la etapa en la cual el estudiante debe aprender a manejar la cautela para medir su fuerza ante sus oponentes. Al mismo tiempo, indica a sus oponentes que deben mantenerse alejados, debido a la madurez de sus conocimientos. Otro significado, es el fruto cosechado del árbol del Hapki-do. Dedicación. Requiere un mínimo de 11 meses de portación. | 11 meses        |
| Cinturón Negro rojo 1 pum de Universal Taekwondo UTD | Cinturón Negro-Rojo        | Negro-Rojo: Este color simboliza la madurez del practicante en cuanto a su competencia en el Hapki-do. Es completamente lo opuesto al color blanco aunque tiene el rojo de ser menor. Una representación que tiene el negro, es en el carbón, por su dureza y sencillez, el cual puede arder para generar energía o desintegrarse para escribir su historia, unido al color rojo de peligro de menor. Representa también la impermeabilidad de su portador, al miedo y la oscuridad. Requiere 1 año de portación. (Menores de 15 años) | 1 año           |
|                                                      | Cinturón Negro 1º Dan      | Negro 1º Dan: Este color simboliza la madurez del practicante en cuanto a su competencia para impartir enseñanza en el Hapki-do. Es completamente lo opuesto al color blanco. Una representación que tiene el negro, es en el carbón, por su dureza y sencillez, el cual puede arder para generar energía o desintegrarse para escribir su historia. Representa también la impermeabilidad de su portador, al miedo y la oscuridad. Continuidad. Requiere 1 año de portación.                                                          | 1 año           |
| Cinturón Negro rojo 2 pum de Universal Taekwondo UTD | Cinturón Negro-Rojo 2º Pum | Negro-Rojo 2º Pum: Un grado más de conocimiento dentro de ese principio de no miedo dentro de el Hapki-do, aunque es un cinturón negro infantil dado que el mismo no puede realizar los combates en los exámenes. Requiere 1 año de portación. (Menores de 15 años) | 1 año           |
|                                                      | Cinturón Negro 2º Dan      | Negro 2º Dan: El color simboliza la madurez en el arte marcial y las dos rayas simbolizan la antigüedad de dicha madurez. Fidelidad. Requiere 1 año de portación. | 1 año           |
| Cinturón Negro rojo 3 pum de Universal Taekwondo UTD | Cinturón Negro-Rojo 3º Pum | Negro-Rojo 3º Pum: Último grado difícilmente conseguido por pocos menores, dado que requiere haber comenzado muy jóvenes dentro del mundo del Hapki-do. Se premia a esa carrera marcial con un grado más y con más experiencia dentro del Hapki-do con su corta edad. Requiere 2 años de portación. (Menores de 15 años) | 2 años          |
|                                                      | Cinturón Negro 3º Dan      | Negro 3º Dan: El color simboliza la madurez en el Hapki-do, y las tres rayas simbolizan el esfuerzo del deportista. Esfuerzo. Requiere 2 años de portación. | 2 años          |
|                                                      | Cinturón Negro 4º Dan      | Negro 4º Dan: Pocos artistas marciales llegan a este nivel, se suelen quedar por el camino, dado que es un camino duro y difícil. Asombroso. Requiere 3 años de portación. | 3 años          |
|                                                      | Cinturón Negro 5º Dan      | Negro 5º Dan: Es el último paso del camino del Hapki-do, dado que es el último nivel en el cual el deportista deberá examinarse. Magnífico. Requiere 4 años de portación. | 4 años          |
|                                                      | Cinturón Negro 6º Dan      | Negro 6º Dan: Es el primer grado que se hace entrega por los méritos deportivos del artista marcial. Yang. Requiere 5 años de portación. | 5 años          |
|                                                      | Cinturón Negro 7º Dan      | Negro 7º Dan: Es el segundo grado que se concede por méritos deportivos por parte de la federación. Devoción. Requiere 6 años de portación. | 6 años          |
|                                                      | Cinturón Negro 8º Dan      | Negro 8º Dan: Es el tercer grado entregado por méritos deportivos, en este nivel, todavía uno se da cuenta de que se puede aprender mucho de sus alumnos, habiendo cumplido casi una vida en el Hapki-do. Cumplido. Requiere 7 años de portación. | 7 años          |
|                                                      | Cinturón Negro 9º Dan:     | Negro 9º Dan: Es el último título que se entrega en forma honorífica, por lo tanto, es la máxima graduación de FEAMYDC a la que un practicante de Hapki-do puede aspirar en vida. | hasta la muerte |

## El entrenamiento
La fuerza, la velocidad, resistencia y flexibilidad, y las adaptaciones físicas necesarias para la ejecución de las diferentes técnicas del hapkido se desarrollan con el entrenamiento. Si bien es recomendable trabajar de forma paralela, por medio de ejercicios de autocarga (calistenia y gimnasia militar); la fuerza resistencia del tronco, piernas, brazos y manos, así como desarrollar un alto grado de flexibilidad y elasticidad del rango articular, como base para desarrollar la fuerza explosiva necesaria para una ejecución óptima de las diferentes técnicas. La actitud en el entrenamiento es, quizás, la parte más importante del aprendizaje, ya que aquel alumno que no se esfuerce o entrene lo suficiente quizás acabe sabiendo muchas técnicas, pero nunca sabrá aplicar los fundamentos de estas.
Según los representantes de la federación coreana de hapkido / The Korea Hapkido Federation (KHF), los objetivos del entrenamiento en hapkido son:
1º. Adquirir habilidades en la defensa personal.
2º. Proteger a la familia.
3º. Proteger a la comunidad.
4º. Servir a la nación.
Debido a la gran influencia del budismo son (Budismo zen en japonés) en Corea (el budismo llegó a la península de Corea en el siglo IV), el hapkido se desarrolla y practica en un dochang (hangul: 도장; hanja: 道場; McCune-Reischauer: dochang; romanización revisada: dojang). No hay que confundir al dochang con un simple gimnasio para deportes de combate, ya que en el fondo representa mucho más, siendo el lugar donde se busca el cultivo del cuerpo, la mente y el espíritu, y donde se veneran la filosofía y los conocimientos transmitidos por los grandes maestros. Los símbolos de la escuela o federación se sitúan en el frente del dochang y junto a la/s bandera/s de Corea del Sur y/o el país donde se esté practicando la disciplina (en ocasiones también se suele poner la de la federación). El dobok es el nombre dado al uniforme tradicional que se suele vestir para practicar hapkido.
Antes de entrar al dochang, el alumno debe saludar a los símbolos y al maestro con una reverencia, en ese orden y como símbolo de respeto. Un alumno no debe entrar al dochang hasta que el maestro no le devuelva el saludo con otra reverencia, gesto con el que le estaría dando permiso para entrar. En ausencia del maestro, el alumno puede hacerle la reverencia al alumno de mayor rango que se encuentre en el dochang. Una vez dentro, el alumno debe saludar a todos los compañeros que se encuentren en el dochang y, cuando estén todos dentro, el maestro -o en su caso el instructor- procede a iniciar el entrenamiento.
Los métodos y medios del entrenamiento pueden variar dependiendo de la escuela o federación. No obstante, una sesión generalmente suele durar una hora y treinta minutos, y consta de:
- 1. El calentamiento inicial: este consiste en un ejercicio cardiovascular corto, gradual pero intenso; con el fin de aumentar la temperatura del cuerpo y prepararlo para prevenir posibles lesiones a la hora de realizar las distintas técnicas. Este calentamiento inicial se hace por medio de gimnasia militar sin armas, donde predominan: la movilidad articular, el trote (adelante, atrás y de lado), sprints cortos, movimientos en zigzag, reptar por el suelo, los estiramientos, saltos y técnicas de caídas. Tanto estos ejercicios del calentamiento como algunos de los que vienen después (las técnicas que se hacen en formación, el saludo entre alumnos y la posición de combate) se hacen, en cada movimiento, tras la indicación del maestro -o en su caso el instructor- por medio de un grito o una palabra, con el fin de que los alumnos hagan estos movimientos a la misma vez así como medio para entrenar los reflejos. Finalizado este calentamiento inicial se procede a la formación.

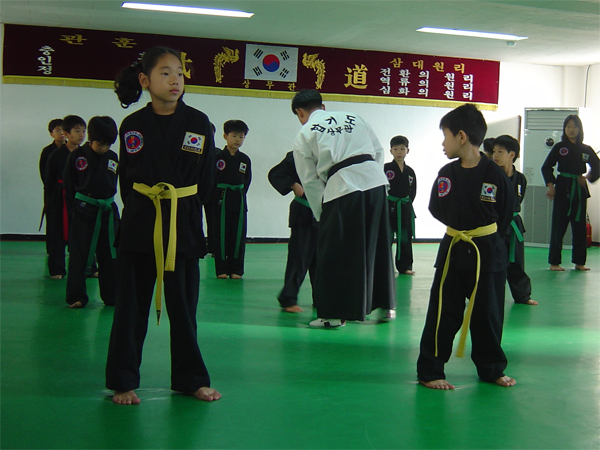
Alumnos de hapkido en formación siendo corregidos por un instructor dentro del dochang.

- 2. La formación: esta consiste en la distribución ordenada de los hapkidokas dentro del dochang para la correcta realización de las distintas técnicas que se hacen en formación. La distribución, tal como se observa en la foto de la derecha, se hace por filas, formando un cuadrado o rectángulo y estando cada hapkidoka equidistante con el que se sitúa delante, detrás y a sus lados (si los hubiera). La posición de los alumnos y la realización de los ejercicios en las filas es siempre mirando hacia los símbolos. En la foto, por ejemplo, los alumnos están de espalda a estos, pero eso ocurre cuando, debido a los distintos ejercicios, el cinturón se desanuda o el dobok se desajusta, y hay que reajustarlos, haciéndose de espaldas a los símbolos por respeto. Al giro que se hace dentro de la formación para hacer estos reajustes se lo denomina tiro tora en coreano. El maestro (o en su caso el instructor) es quien imparte la clase y enseña la filosofía y las distintas técnicas aprendidas de su maestro, siendo el que más cerca se sitúa de los símbolos, situándose en el centro, de espaldas a estos y mirando hacia los alumnos (el maestro -o en su caso el instructor- solo mira hacia los símbolos en el momento del saludo y despedida rituales). El orden en las posiciones de los hapkidokas dentro de las distintas filas se hace de mayor a menor rango de cinturones y dentro de cada rango o color se ordenan de mayor a menor veteranía o nivel de experiencia adquirida. Los rangos por cinturones, como la mayoría de las artes marciales tradicionales y modernas, lo hace siguiendo el modelo kyu-dan (o gup-dan) originado en el judo japonés, con diferencias en algunos colores (para conocer los distintos rangos o colores véase el término dobok).
La distribución de las distintas filas dentro del dochang, así como el sentido del orden de los hapkidokas dentro de las mismas, pueden diferir dependiendo de cada federación o escuela. No obstante, la distribución más tradicional es la que se muestra en la foto (recuerden que en la foto los alumnos están girados 180º), es decir, (visto desde alguien que mira hacia los símbolos) el orden de los alumnos dentro de las filas es de izquierda a derecha y el de las filas de delante hacia detrás, siendo el alumno de mayor rango (sin contar al maestro o al instructor) el que se sitúa delante a la izquierda, el siguiente (segundo) a la derecha del de mayor rango, el siguiente (tercero) a la derecha del segundo y así hasta completar la primera fila (constituida esta por los alumnos que más cerca están del fondo y los símbolos). Completada la primera fila, el siguiente alumno comienza la segunda y se sitúa detrás del alumno de mayor rango, el siguiente a la derecha de aquel y así sucesivamente, estando situado el alumno de menor nivel en la fila más alejada de los símbolos y, dentro de la fila, en la posición más a la derecha. Terminada la distribución de los alumnos, el maestro -o en su caso el instructor- ordena la realización del saludo ritual.
- 3. El saludo ritual: este consiste en el saludo que todos los alumnos hacen, a la misma vez y con reverencias (desde la posición de "firme" o de atención llamada chariot), hacia los símbolos y al propio maestro -o en su caso al instructor-. Este saludo se hace como símbolo de respeto en el momento de iniciar la realización de las técnicas. Hay que destacar que si algún alumno, por el motivo que sea, está dentro del dochang pero no se encuentra en la formación (porque esté ejercitándose aparte, por ejemplo), este también debe de hacer el saludo ritual desde el lugar en el que esté. Hecho el saludo se procede a la meditación y al calentamiento específico.
- 4. La meditación y el calentamiento específico: esta consiste en la realización de una meditación corta (por motivos de tiempo) a modo de visualización inicial y, terminada esta, en la ejecución de ejercicios de calentamiento específico. Estos últimos consisten en la realización de ejercicios de elongación y estiramiento a través de la calistenia, donde se realizan rotaciones de las articulaciones (de pie y sentado) y estiramientos. Estos ejercicios se complementan con flexiones, abdominales y lumbares. Finalizados estos, se pasa a la parte final del calentamiento.
- 5. Las técnicas de respiración y los ejercicios activos: esta parte del entrenamiento consiste en la realización de las técnicas de respiración del danchen hohup y la ejecución de ejercicios intensivos activos (a través de distintas técnicas de puños y técnicas de patadas simples, todo proyectado hacia al aire).
Al finalizar esta parte es cuando se rompe la formación y se considera finalizado todo el calentamiento, pasándose a hacer un pequeño descanso de tres minutos. La duración total del calentamiento (que va desde el punto "1." hasta el "5.") es de, aproximadamente, treinta minutos.
- 6. Las técnicas de patadas y ejercicios de combate: esta parte del entrenamiento consiste, por un lado, en la realización y práctica de todas las técnicas de patadas que posee hapkido, técnicas que se hacen en pareja o en grupo y usando manoplas de artes marciales, y, por el otro lado, la realización de combates reglados. La mejor manera de aprender y perfeccionar una técnica de pierna es con la repetición y mejora continua, por lo que dedicarle tiempo a esta parte del entrenamiento es importante y más cuando el aprendizaje se hace con ambas piernas. En los combates reglados es donde se ponen en práctica todos los conocimientos adquiridos por el alumno durante los días, meses o años de entrenamiento, a la vez que se adquiere experiencia en el combate cuerpo a cuerpo. A la hora de practicar este tipo de técnicas y los combates entre alumnos, estos, antes de comenzar y al finalizar, siempre se hacen un saludo entre ellos y a la misma vez (con una reverencia) como símbolo de respeto. Tanto para la realización de las distintas patadas como para el combate (reglado o no), siempre se parte, después de realizar el saludo, de una posición de combate. El tiempo empleado para esta parte del entrenamiento es de, aproximadamente, treinta minutos. Tras finalizar la práctica de estas técnicas se vuelve a hacer un descanso de tres minutos, para luego pasar a la última parte del entrenamiento.
- 7. Las técnicas de bloqueo, golpes, luxaciones y proyecciones: esta parte del entrenamiento consiste en la realización y práctica técnico-táctica de las diferentes técnicas de makki, chigui, kokki y donchigui. Estas técnicas se aprenden con ambas manos y por parejas, y, dependiendo del nivel, utilizando o no armas tradicionales. A la hora de practicarlas, los alumnos, antes de comenzar y al finalizar, siempre se hacen un saludo entre ellos y a la misma vez (con una reverencia) como símbolo de respeto. La mejor manera de aprender y perfeccionar una técnica de este tipo es, al igual que con las patadas, con la repetición y mejora continua, por lo que dedicarle tiempo a esta parte del entrenamiento también es importante. Generalmente, solo los maestros (a partir de cinturón negro 4º dan) pueden enseñar este tipo de técnicas y lo normal es que el alumno aprenda una técnica por día de entrenamiento. Las técnicas se asocian por niveles o rango de cinturones y, a medida que se supera un nivel (aprobando el examen correspondiente), las técnicas son más complejas y se combinan entre sí. El uso de armas tradicionales suele incorporarse en los niveles más avanzados y el tiempo empleado para esta parte del entrenamiento es de, aproximadamente, treinta minutos. Tras finalizar la práctica de estas técnicas se finaliza la clase haciéndose la despedida ritual.
- 8. La despedida ritual: esta consiste en las reverencias que todos los alumnos hacen, a la misma vez (desde la posición de "firme" o de atención llamada chariot), hacia los símbolos y al propio maestro -o en su caso al instructor-, como símbolo de respeto en el momento de finalizar el entrenamiento. Hay que destacar que si algún alumno, por el motivo que sea, está dentro del dochang pero no se encuentra en la formación (porque esté ejercitándose aparte, por ejemplo), este también debe de hacer el saludo ritual desde el lugar en el que esté.

Antes de salir del dochang, y como pasa antes de entrar, los alumnos deben de saludar con una reverencia al maestro -o al alumno de mayor rango que se encuentre en el mismo- y a los símbolos (en ese orden) como símbolo de respeto.

## Técnicas delhapkido

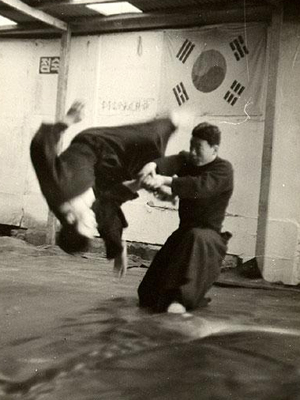
Instructor de hapkido aplicando una técnica de luxación a la muñeca o kokki sul (años 60).

El hapkido es una disciplina híbrida derivada de otras artes marciales clásicas y tradicionales como: El daitō-ryū aiki-jūjutsu japonés (padre asimismo del aikido), el Judo  (luxaciones articulares, retenciones, estrangulaciones, sumisiones y combate en el suelo); el tangsudo coreano (arte descendiente a la vez del karate-Do japonés) en los bloqueos y golpes de mano abierta y puño; del kung fu chino en las técnicas de respiración y proyección de la energía ki y la meditación taoísta; y también de la danza y arte coreano del taekkyon en las distintas técnicas de patadas.
La forma de aplicar las técnicas en el hapkido se divide en tres categorías:
- Manos vacías contra manos vacías.
- Manos vacías contra arma.
- Arma contra arma.

El hapkido se compone técnicamente de unas 270 técnicas, que son la base del arte. Si a estas técnicas básicas le sumamos sus variantes en total suman unas 3800. En este total se incluyen técnicas de golpes (puñetazos, manotazos y patadas), luxaciones, proyecciones y el manejo de armas tradicionales.
El reconocido instructor norteamericano de combat hapkido e historiador John Pellegrini, fundador de la International Combat Hapkido Federation, afirma, no obstante, que: "a pesar de que algunos instructores afirman equivocadamente que el hapkido contiene alrededor de unas 3600 técnicas, incluyendo 120 patadas diferentes, esto no era así en los inicios del arte". Asimismo, el Gran Maestro Suh Bok Sup, quien fue el primer alumno del Gran Maestro fundador Choi, afirma que el sistema original del hapkido, según lo enseñado por el maestro Choi, "abarcaba solamente unas 100 técnicas de defensa personal".

### Los principios técnico-tácticos
Existen tres principios técnico-tácticos que cualquier alumno del hapkido debe considerar a la hora de aplicar las distintas técnicas. Son los siguientes:
- El hwa (hangul: 화; hanja: 和) o principio de la armonía: también llamado principio de la no resistencia, este habla de que no hay que oponerse a la fuerza ni a la energía del adversario, sino hacerse con ella para utilizarla en beneficio propio.
- El yu (hangul: 유; hanja: 柳) o principio del agua: este principio habla de que hay que penetrar en la defensa del adversario de una manera fluida, flexible y cambiante, a similitud del agua.
- El won (hangul: 원; hanja: 圓) o principio del círculo: este principio habla de que la fuerza del adversario debe ser desviada, controlada y dirigida en la dirección deseada en forma de círculos.

### Las caídas
En el hapkido existen diferentes técnicas de caídas (nak bop en coreano), derivadas del Judo y del Daito Ryu Aiki jujutsu, las cuales ayudan a que el alumno adquiera destreza a la hora de superar obstáculos físicos y para evitar que se haga daño cuando le aplican una técnica de luxación o proyección. Las distintas caídas que existen en este arte marcial son:
- Koorugi o caída con giro de semilado adelante en el suelo y, por inercia, volviendo a quedar en pie.
- Junbang o salto arriba con caída de frente donde, al caer, se hace en plancha, con la cabeza girada hacia un lado y las piernas abiertas, contactando con el suelo solo los brazos, las palmas de las manos y las puntas de los pies.
- Hoobang o salto hacia arriba con caída hacia atrás de espaldas donde, al caer, solo contactan con el suelo los brazos, las palmas de las manos y los omóplatos.
- Chukbang o salto hacia arriba con caída sobre un lado (izquierdo o derecho) donde, al caer, solo contactan con el suelo, y a la misma vez, el brazo, la cadera y la parte exterior de la pierna (semiflexionada).
- Woljang o salto de cabeza en altura hacia arriba (para superar un obstáculo físico alto) con giro de semilado adelante al llegar al suelo y, por inercia, volviendo a quedar en pie.
- Molli koorugi o salto de cabeza a larga distancia adelante (para superar un obstáculo físico con longitud horizontal) con giro de semilado adelante al llegar al suelo y, por inercia, volviendo a quedar en pie.
- Kong joong hoejun o salto con giro de 270º en el aire adelante (de semilado) y caída sobre un lado (izquierdo o derecho) donde, al caer, solo contactan con el suelo, y a la misma vez, el brazo, la cadera y la parte exterior de la pierna (semiflexionada).

### Elnae gong
Debido a la influencia que tuvo en el desarrollo de este arte marcial, tanto el daitō-ryū Aiki jujutsu como el sam rang do tek gi; el hapkido desarrolla lo que en coreano se conoce como nae gong (qui gong en chino). Esto son técnicas de meditación y respiración chinas, asociadas a la tradición taoísta y a las artes marciales "suaves o internas" llamadas nèijiā. La finalidad del nae gong es, entre otras, la de desarrollar la energía interior o el ki. En el cuerpo humano, según estas artes orientales, hay dos manifestaciones de la energía: una es la externa, que es limitada y está dada por las capacidades físicas como la fuerza, la resistencia, la velocidad y la flexibilidad; la otra energía es la interna, la cual no tiene límites y se trabaja por medio de las mencionadas técnicas.

#### La meditación
La meditación (hangul: 선; hanja: 禪; McCune-Reischauer: sŏn; romanización revisada: seon) que se practica en el hapkido viene de la escuela budista chan (conocida en Japón y en occidente como el budismo zen), la cual llegó a Corea desde China. Esta es una variante del budismo dhyana llegado de la India, ya que, al llegar este a China, fue influenciado por el taoísmo. La meditación en el hapkido se hace sentado (hangul: 좌선; hanja: 坐禪; McCune-Reischauer: chwasŏn; romanización revisada: jwaseon) y, concretamente, en la posición de rodillas (hangul: 정좌; hanja: 正坐; McCune-Reischauer: chŏngjwa; romanización revisada: jeongjwa) con el cuerpo totalmente relajado. La posición de las manos es sobre los muslos o, unidas por los dedos en forma de círculo y sobre el abdomen -a la altura del hipogastrio-.
Un tipo de meditación que se utiliza en el entrenamiento es la técnica del hohup jung joabup, que consiste en una meditación con respiración profunda, pausada, con los ojos cerrados y la cabeza al frente. Esta meditación finaliza con una reverencia hacia el suelo, apoyando las manos en el mismo y en la misma posición en la que se estaba (de rodillas).

#### La respiración
En el hapkido existen técnicas de respiración (danchen hohup en coreano) que se utilizan para entrenar, desarrollar y proyectar el flujo vital de la energía o ki. La posición del cuerpo para realizar estas técnicas pasa por tres estados o posiciones: 1. Posición de firme o de atención, llamada chariot; 2. Posición de "listos" llamada chumbi, que consiste en separar las piernas a la altura de los hombros (desplazando la pierna izquierda) y en posicionar los puños hacia el frente, a la altura de las ingles (sin tocarlas); 3. Posición de danchen hohup donde la pierna izquierda se vuelve a desplazar un poco hacia la izquierda (quedando, los dos pies a una altura más separada que la de los hombros y las piernas ligeramente flexionadas) y donde se posicionan las manos (con las palmas abiertas) a la altura de la cintura (sin tocarla). Al finalizar este movimiento se da un grito y se completa la posición danchen hohup, quedando el hapkidoka preparado para realizar las técnicas de respiración. Estas técnicas se hacen contrayendo los abdominales para generar la energía interior en el punto danchen (situado en la zona abdominal, por debajo del ombligo) a la vez que se mueven los brazos y se proyecta esta energía por la punta de los dedos de las manos. Los cuatro movimientos más básicos son:
- Apuro o hacia el frente.
- Weero o arriba.
- Mituro o hacia abajo.
- Yupuro' o hacia los costados.

### La posición de combate
Existen varias posiciones (jase en coreano) que se utilizan para realizar las distintas técnicas y los combates en el hapkido. Algunas de estas posiciones pueden ser en dos direcciones, la izquierda o la derecha, dependiendo de la pierna que se desplace a la hora de hacer el movimiento. Si la pierna desplazada es la derecha la posición es la "izquierda" y si la pierna desplazada fuera la izquierda la posición es la "derecha". A la hora de adoptar una posición de este tipo, se parte desde la posición natural del cuerpo (pyung jase en coreano) y, al finalizar la posición de combate, se da un grito. Las tres posiciones básicas son:
- Joa jase, que es la más común y consiste en desplazar la pierna derecha hacia atrás (45º) y posicionar los brazos, semiflexionados y con los puños cerrados, a la altura del pecho (sin tocarlo), estando el brazo izquierdo más adelantado que el derecho. La posición opuesta a esta sería la woo jase donde la pierna desplazada sería la izquierda y el brazo más adelantado el derecho.
- Joa kumkang jase, que consiste en desplazar la pierna derecha hacia atrás (45º), quedando ambas ligeramente flexionadas, y posicionar, el brazo derecho en posición de bloqueo alto o sangdan makki y el izquierdo en posición de bloqueo bajo o hadan makki. La posición opuesta a esta sería la woo kumkang jase donde la pierna desplazada sería la izquierda y los dos bloqueos se harían, cada uno, con el brazo contrario.
- Paljang keen jase, que consiste en cruzar los brazos sobre el pecho.
- Ju Jung jase, posición de "jinete".

### Los bloqueos
Los bloqueos y chequeos (makki en coreano) son una parte importante del hapkido, derivados del Tangsudo/ tang soo do; (siendo similares a los del karate- Do y el Taekwondo tradicional). Varias de estas técnicas, se utilizan sea de forma dura o suave, y como medio de enlace para iniciar las distintas técnicas de golpeo, luxaciones y proyecciones contra ataques de puño, mano abierta, patadas y ataques con armas. Los fundamentales son:
- Olgul makki Bloqueo con el antebrazo de golpes verticales dirigidos a la cabeza.
- Are makki Bloqueo con el antebrazo de golpes o patadas dirigidos a la ingle, o a las costillas falsas.
- Montong makki Bloqueo con el antebrazo del exterior al interior ante golpes dirigidos al pecho o abdomen.
- Bakkat makki Bloqueo con el antebrazo del interior al exterior ante golpes dirigidos al pecho o abdomen.
- Kyo cha neryo makki Bloqueo con ambos antebrazos cruzados puede ser ejecutado arriba o abajo según se requiera, con los puños o a mano abierta.

Otras técnicas a tener en cuenta son las realizadas con las piernas, o Bal chagui makki por ejemplo:
- Montong anchonae makki bloqueo realizado con el borde interno del pie, en forma semicircular, ante una patada de frente.
- Bal chagui makki bloqueos con el borde externo o planta del pie (mediante la rotación externa o interna de la cadera) ante las patadas frontales o circulares bajas del adversario.
- Balmaga joogui: esta técnica se usa para bloquear, con el exterior de la pierna o del canto del pie, una patada del adversario, golpeándole en la parte interior de la rodilla o de la canilla. Consiste en elevar la rodilla y la pierna frontalmente hasta la altura de la cabeza, para, tras este movimiento, golpear bajando la pierna, con un movimiento recto, de dentro afuera. En el momento del golpe, la punta del pie se gira afuera y, tras este, se recoge la pierna, sin que esta toque el dochang, hasta volver a la posición inicial.

### Los golpes y pinzamientos
El hapkido tradicional emplea técnicas de golpeo con los puños y a mano abierta derivadas del Tangsudo/ tang soo do (similares a las del karate-Do japonés de donde proviene este arte), así como de pinzamientos con los dedos, a los puntos nerviosos (provenientes del "kung fu" chino). A todas las técnicas de golpeo se las llama chigui sul o taerigui sul, y a las técnicas de pinzamientos chiap sul, en coreano. Estas son muy precisas en su aplicación y objetivos, y se realizan contra agarres de distintas partes del cuerpo, contra ataques de puño, patadas o con armas.
Tanto las técnicas chigui sul como las chiap sul se hacen con movimientos lineales, angulares, de percusión, de presión o de fricción, y siempre sobre puntos vulnerables o vitales (kupso en coreano), o sobre puntos nerviosos (hyoldo en coreano, también conocidos en japonés como kyusho). Los golpes pueden hacerse con el puño, la punta de los dedos, los nudillos, la palma o canto de la mano (el interior o el exterior), el codo, la rodilla, el talón o el canto, planta o empeine del pie. Respecto a la posición del cuerpo, se puede golpear de pie, sentado o luchando en el suelo.
Respecto a los golpes de mano abierta, uno de los golpes que posee el hapkido y de naturaleza ofensiva (traído del kung-fu o wu shu chino) es el golpe de "mano viva". Este consiste en el uso de la mano abierta para permitir el flujo de la energía interior ki hacia el exterior y a través del punto baek hwa hyul, punto que se encuentra en la palma de la mano. Con este golpe se logra afectar a los órganos internos de quien lo recibe. Otros maestros, recientemente también anexaron otros golpes de puño fundamentados en las técnicas del boxeo occidental.

#### Las patadas

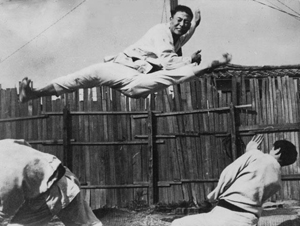
Maestro de hapkido realizando una patada doble de tijera en el aire llamada kawee bal chagui (años 60).

En el hapkido existen una gran variedad de técnicas con las piernas (jok sul en coreano) y la mayoría proceden del arte y danza coreana tradicional del taekkyon, y del Tangsudo/ tang soo do. Entre las distintas técnicas que se pueden hacer con las piernas están las patadas (chagui en coreano). Estas se usan tanto para atacar como para defenderse de un agarre o un golpe de cualquier tipo.
Los distintos tipos de patadas pueden ser: patadas altas, medias, bajas y barridos -con y sin giro-, patadas combinadas dobles y triples -con y sin giro- y patadas en el aire simples, dobles y triples -con y sin giro-. Aunque muchas patadas pueden parecerse a las del taekwondo, algunas son diferentes en la ejecución y sus nombres, y otras son exclusivas de uno u otro arte, aunque hay algunos maestros que utilizan las patadas de ambas artes marciales en sus clases. Todas las patadas se ejecutan, generalmente, desde la posición de combate joa jase (o woo jase) y se golpea con la pierna de detrás, aunque también se puede golpear con la pierna de delante. Cuando son patadas dobles y se golpea con las dos piernas (siempre que estas no lo hagan a la misma vez), generalmente, el primer golpe se hace con la pierna de detrás y el segundo con la de delante. Todas las patadas van acompañadas de un movimiento de bloqueo durante la ejecución de la técnica y este varía dependiendo de qué patada sea. Sea una patada simple, doble o triple, siempre hay que mirar en la dirección en la que se golpea justo antes de ejecutar cada golpe. Las distintas patadas del hapkido, y sus nombres, son las siguientes:
- Danshik bal chagui (patadas simples):
  - Patadas altas:
    - Dwikumchi chaoligui: esta técnica se emplea en el calentamiento y se usa para aumentar la flexibilidad y preparar las piernas para la ejecución del resto de patadas altas. Consiste en elevar la pierna hacia la vertical y frontalmente, y volverla a bajar hasta la posición inicial, estando la pierna totalmente relajada y estirada durante todo el movimiento.
    - Dwikumchi chanaerigui: esta técnica se usa para golpear, con el talón del pie, en la parte superior del cráneo. o la cara del adversario. Consiste en elevar la pierna, totalmente estirada, hacia la vertical y frontalmente para, tras este movimiento, impulsar la pierna hacia abajo, totalmente estirada y con la punta del pie hacia arriba, y golpear. La técnica finaliza recogiendo la pierna, sin que esta toque el dochang, y volviendo a la posición inicial.
    - Dwikumchi chadoligui: esta técnica se usa para golpear, con el talón del pie, en la cabeza del adversario. Consiste en levantar la rodilla frontalmente, por encima de la cadera y con la pierna encogida, mientras se gira 135º afuera con la pierna de apoyo y la cadera para, tras ese movimiento, estirar la pierna y golpear encogiéndola nuevamente con un movimiento circular, horizontal y de dentro afuera, con el pie en horizontal. Mientras se golpea se baja el tronco del cuerpo 90º hacia el lado de la pierna de apoyo. La técnica finaliza bajando la pierna, sin que esta toque el dochang, y volviendo a la posición inicial.
    - Ahndari chagui: esta técnica se usa para golpear, con el canto interior del pie, en la cabeza del adversario. Consiste en elevar la pierna, con una trayectoria circular de 180º, desde fuera adentro y, sin que esta toque el dochang, volverla a retrasar hasta la posición inicial, estando la pierna totalmente estirada, con la punta del pie hacia arriba, durante todo el movimiento técnico.
    - Bakatdari chagui: esta técnica se usa para golpear, con el canto exterior del pie, en la cabeza del adversario. Consiste en elevar la pierna, con una trayectoria circular de 180º, desde dentro afuera y, sin que esta toque el dochang, volverla a retrasar hasta la posición inicial, estando la pierna totalmente estirada, con la punta del pie hacia arriba, durante todo el movimiento técnico.
    - Michoo chagui: esta técnica se usa para golpear, con la planta del pie, en la cara del adversario. Consiste en levantar la rodilla por encima de la cadera con un movimiento circular de fuera adentro (en el sentido contrario al de las agujas del reloj) para, mientras sube, estirar la pierna y golpear de fuera adentro. La técnica finaliza recogiendo la pierna, sin que esta toque el dochang, y volviendo a la posición inicial.
    - Sangdan yup chagui: esta técnica se usa para golpear, con la planta del pie, en la cara o el cuello del adversario. Consiste en levantar la rodilla hasta la altura de la cadera y con la pierna encogida, mientras se gira 135º afuera con la pierna de apoyo y la cadera, para, tras ese movimiento, estirar la pierna hacia el lado y golpear con el pie en horizontal, mientras se baja el tronco del cuerpo 90º hacia el lado de la pierna de apoyo. La técnica finaliza recogiendo la pierna, sin que esta toque el dochang, y volviendo a la posición inicial.
    - Jiguh chagui: esta técnica se usa para golpear, con el empeine del pie, en la cabeza o el pecho del adversario. Consiste en levantar la rodilla por encima de la cadera con un movimiento frontal para, tras este, girar 135º afuera con la pierna de apoyo y la cadera, a la vez que se estira la pierna y se golpea de fuera adentro. Mientras se golpea se baja el tronco del cuerpo 45º hacia el lado de la pierna de apoyo. La técnica finaliza recogiendo la pierna, sin que esta toque el dochang, y volviendo a la posición inicial.

  - Patadas medias:
    - Jokdo chaoligui: esta técnica se usa para golpear, con el canto exterior del pie, en el pecho del adversario. Consiste en elevar la pierna totalmente estirada y frontalmente, golpeando hacia arriba con el pie perfilado de canto (con la punta del pie hacia arriba). La técnica finaliza bajando la pierna, sin que esta toque el dochang, y volviendo a la posición inicial.
    - Jokdo chanaerigui: esta técnica se usa para golpear, con el canto exterior del pie, en el pecho del adversario. Consiste en elevar la rodilla por encima de la cadera y frontalmente para, tras este movimiento, estirar la pierna e impulsarla adelante y hacia abajo, golpeando con el pie perfilado de canto (estando la punta del pie hacia arriba). La técnica finaliza retrasando la pierna, sin que esta toque el dochang, y volviendo a la posición inicial.
    - Ap chagui: esta técnica se usa para golpear, con la parte plantar del antepié, en el pecho o el abdomen del adversario. Consiste en elevar la rodilla por encima de la cadera y frontalmente para, tras este movimiento, levantar la pierna e impulsarla adelante y golpear (estando la punta del pie hacia arriba). La técnica finaliza retrasando la pierna, sin que esta toque el dochang, y volviendo a la posición inicial.
    - Yup chagui: esta técnica se usa para golpear, con el talón del pie, en el abdomen del adversario. Consiste en hacer el mismo movimiento que la patada "sangdan yup chagui" pero golpeando con un movimiento horizontal y bajando el troco del cuerpo 45º.
    - Jokki jirugui: esta técnica se usa para golpear, con el empeine del pie, en el abdomen del adversario. Consiste en levantar la rodilla adelante hasta la altura de la cadera y con la pierna encogida, para, tras este movimiento, estirar la pierna y el pie adelante y golpear, mientras se baja el tronco del cuerpo 45º hacia atrás y hacia el lado de la pierna que golpea. La técnica finaliza recogiendo la pierna, sin que esta toque el dochang, y volviendo a la posición inicial.
    - Dwi dora yup chagui: esta técnica se usa para golpear, con la planta del pie, en el abdomen del adversario. Consiste en girar 225º hacia adentro con la pierna de apoyo (la más adelantada) y la cadera, para, tras ese movimiento, estirar la pierna que golpea hacia el lado, con el pie en horizontal, mientras se baja el tronco del cuerpo 45º hacia el lado contrario al movimiento de la pierna que golpea. La técnica finaliza siguiendo el giro mientras se recoge la pierna, sin que esta toque el dochang, hasta completar los 360º y volver a la posición inicial.
    - Dwi yup chagui: esta técnica se usa para golpear, con la planta del pie, en el abdomen del adversario. Consiste en dar un paso hacia atrás con la pierna de apoyo, con un pequeño salto o no, mientras se gira 45º hacia adentro durante el movimiento, para, tras este, estirar la pierna y golpear hacia el lado, con el pie en horizontal, mientras se baja el tronco del cuerpo 45º hacia el lado de la pierna de apoyo. La técnica finaliza recogiendo la pierna y volviendo al lugar y posición inicial, dando un paso adelante.
    - Moorup chagui: esta técnica se usa para golpear, con la rodilla, en el abdomen del adversario. Consiste en agarrar al adversario por la cabeza y/o los hombros y bajar el tronco de su cuerpo adelante, mientras se eleva la rodilla frontalmente y se golpea. La técnica finaliza soltando al adversario y bajando la rodilla, sin que la pierna toque el dochang, hasta volver a la posición inicial.

  - Patadas bajas:
    - Daetweboo chagui: esta técnica se usa para golpear, con el talón del pie, en la parte lateral exterior del muslo del adversario. Consiste en levantar la rodilla adelante y afuera (45º) hasta la altura de la cadera para, tras este movimiento, estirar la pierna y volver a encogerla, golpeando hacia abajo y con un movimiento de fuera adentro, estando la punta del pie hacia arriba y girada afuera (45º) en el momento del golpe. Mientras se golpea se baja el tronco del cuerpo 45º hacia atrás y hacia el lado de la pierna que golpea, y, al finalizar, se recoge la pierna, sin que esta toque el dochang, hasta llegar a la posición inicial.
    - Hadan yup chagui: esta técnica se usa para golpear, con la planta del pie, en la rodilla o la espinilla de la pierna del adversario. Consiste en hacer el mismo movimiento que la patada "sangdan yup chagui" pero golpeando abajo y bajando el tronco del cuerpo levemente.
    - Ahndari chanukki: esta técnica se usa para golpear, con el canto interior del pie, en la espinilla de la pierna del adversario. Consiste en levantar la rodilla adelante unos 45º y con la pierna encogida, para, tras este movimiento, estirar la pierna adelante y golpear con el pie girado horizontalmente, con la punta afuera. Mientras se golpea, se baja el tronco del cuerpo 45º hacia atrás y hacia el lado de la pierna que golpea. La técnica finaliza recogiendo la pierna, sin que esta toque el dochang, y volviendo a la posición inicial. Los bloqueos que acompañan a esta patada son el sangdan makki (con el brazo del lado de la pierna de apoyo) y el hadan makki (con el brazo del lado de la pierna que golpea).
    - Dwikumchi hatweboo mollae chagui: esta técnica se usa para golpear, con la planta del pie, en la espinilla de la pierna del adversario. Consiste en levantar la rodilla adelante unos 45º para, tras este movimiento, estirar y girar la pierna (y el pie) de dentro afuera, golpeando. Mientras se golpea, se baja el tronco del cuerpo 45º hacia atrás y hacia el lado de la pierna que golpea. La técnica finaliza recogiendo la pierna, sin que esta toque el dochang, y volviendo a la posición inicial.
    - Jokdo hadan mollae chagui: esta técnica se usa para golpear, con el canto exterior del pie, en la espinilla de la pierna del adversario. Consiste en levantar la rodilla adelante unos 45º para, tras este movimiento, estirar la pierna y girar la punta del pie hacia adentro, a la vez que se golpea de fuera adentro con un movimiento horizontal. Mientras se golpea, se gira 90º afuera con la pierna de apoyo y la cadera. La técnica finaliza recogiendo la pierna, sin que esta toque el dochang, y volviendo a la posición inicial.
    - Dwikumchi chanegui: patada baja en la que se golpea la rótula con el talón de la pierna hacia el costado.
    - Chung Do Kyol chagui: a muy corta distancia, se ataca con el talón hacia el gemelo del adversario.
    - An Cha Dwidora chagui: haciendo descender el cuerpo y sosteniéndose con ambas manos en el suelo, se gira 180º y patea con el talón de la pierna trasera a la pierna del rival.

  - Tuksoo bal chagui (patadas especiales):
    - Sangdan dwi dora chagui: esta técnica es la que inventó el Gran Maestro Ji Han Jae y se usa para golpear, con el talón del pie, en la cabeza del adversario. Consiste en girar el pie de apoyo y la cadera hacia adentro (90º) a la vez que se carga el peso del cuerpo sobre dicha pierna para, tras ese movimiento, continuar girando (180º más), utilizando los brazos para impulsarse, mientras se baja el tronco del cuerpo adelante (90º) y se golpea, moviendo la pierna que golpea y a la misma vez, atrás, arriba y de fuera adentro. Finalmente, se sigue girando (90º más) mientras se baja la pierna que golpea, sin que esta haya tocado el dochang, se sube el tronco del cuerpo y se vuelve a la posición inicial. El giro total que se da es de 360º y continuo. Esta técnica genera mucha potencia con su movimiento y posee tres elementos importantes:[6]
     1º. La energía cinética que viene de la sincronización de todo el cuerpo.
     2º. La fuerza explosiva que fluye de la energía comprimida en el danchen.
     3º. La fuerza elástica que viene de la musculatura y la flexibilidad.
Cuando estos tres factores se combinan correctamente, esta técnica es letal. Otra forma de hacer esta técnica es partiendo de la posición pyung jase. En este caso, se salta hacia arriba impulsándose con ambas piernas, haciendo el giro en el aire y apoyando la pierna justo en el momento en el que se golpea, para, tras este, seguir girando mientras se baja la pierna que golpea, sin que esta toque el dochang, se sube el tronco del cuerpo y se vuelve a la posición inicial.
    - Dwi dora chagui: esta técnica se usa para golpear, con el talón del pie, a la altura del abdomen del adversario. Consiste en hacer la misma técnica que la sangdan dwi dora chagui, pero bajando el tronco del cuerpo sólo 45º y girando, con un movimiento horizontal, la pierna que golpea.
    - Anja dwi dora chagui: esta técnica es de barrido y se usa para golpear, con el talón del pie, en la canilla o el tobillo del adversario. Consiste en hacer la misma técnica que la sangdan dwi dora chagui, pero, en el momento de iniciar el giro y durante la primera parte de este, se dobla la pierna de apoyo y se baja la cadera verticalmente, girando la pierna que golpea con un movimiento horizontal y apoyando las palmas de las manos, en el momento en el que se golpea, en el suelo y hacia el lado de la pierna de apoyo. Tras el golpe, se sigue girando mientras se vuelve a subir el cuerpo y se retrasa la pierna que golpea, sin que esta toque el dochang, hasta volver a la posición inicial.
    - Junmyun chagui: esta técnica es de barrido y se usa para golpear, con el empeine del pie, en la canilla o el tobillo del adversario. Consiste en doblar la pierna de apoyo y bajar la cadera verticalmente mientras se giran ambas 135º afuera, para, al llegar abajo, apoyar las palmas de las manos hacia el lado de la pierna de apoyo mientras se estira la pierna que golpea y se golpea de fuera adentro. La técnica finaliza recogiendo la pierna, sin que esta toque el dochang, mientras se sube el cuerpo y se vuelve a la posición inicial.
- Bokshik bal chagui (patadas dobles):
  - Golpeando con la misma pierna:
    - Jokki jirugo jiguh chagui.
    - Jokki jirugo ap yup chagui.
    - Jokki jirugo yup yup chagui.
    - Jokki jirugo dwi yup chagui.
    - Ahndari chago bakatdari chagui.
    - Ahndari chago ap yup chagui.
    - Balmaga joogo jiguh chagui.
    - Daetweboo chago jokki jirugui.
    - Jokdo hadan mollae chago dwikumchi chadolligui.

  - Golpeando con ambas piernas.
    - Ap chago jiguh chagui.
    - Jiguh chago jiguh chagui.
    - Jiguh chago dwi dora chagui.
    - Jokki jirugo jiguh chagui.
    - Jokki jirugo dwi yup chagui.
    - Yup yup chago yup chagui.

  - Tuksoo bal chagui (patadas especiales):
    - Yang bal jiguh chagui.
    - Yang bal modoom bal chagui.
    - Yang bal beollyo chagui.
    - Junmyun chago anja dwi dora chagui.
    - Kawee bal chagui.
    - Yang bal moa yup chagui.
    - Mok keoro myungchi chagui
    - Dari keoro dwi dora chagui.
    - Dari kama numguigui.
- Patadas triples y cuádruples especiales:
  - Dwikumchi hatweboo mollae chago jiguh chago sangdan dwi dora chagui.
  - Kawee bal chago jiguh chagui.
  - Sangdan dwi dora chago dwi dora chago anja dwi dora chagui.
  - Sadan hoejun chagui.

### Las luxaciones
En el hapkido hay una gran variedad de técnicas de luxaciones articulares (kokki sul en coreano). Derivadas principalmente del Judo y del Daito Ryu aiki-jujutsu. Estas técnicas pueden ser simples o combinadas y se realizan contra agarres de distintas partes del cuerpo, enfatizando las luxaciones de muñeca, codo u hombro o bien, contra ataques de puño, ataques con armas y patadas.
En el Hapkido, se afirma que: Las luxaciones pueden ser ejecutadas en el sentido del rango articular de la articulación o bien en contra, y siempre mediante movimientos circulares o semicirculares generalmente pequeños, a 45 0 90 grados. Asimismo, es importante recordar que la posición del cuerpo del ejecutante durante la técnica, debe evitar un contraataque, con la mano libre del oponente; estas técnicas se pueden realizar de pie, sentado de rodillas, o incluso luchando en el suelo.
Algunas de las luxaciones más conocidas son:
- Bu chae flexión y torsión de la muñeca hacia el exterior mediante una rotación interna.
- Yun Hang torsión de la muñeca hacia el interior por medio de una rotación interna con elevación del codo.
- Palkumchi flexión de la muñeca hacia la cara interior del antebrazo con extensión del codo, y rotación interna del brazo.
- Sonmok kokki Flexión de la muñeca y torsión en una rotación interna con el antebrazo y codo formando una "s"
- Hweon luxación con torsión de muñeca, flexión y elevación del codo del oponente hacia arriba, y hacia su espalda, por su frente de manera que el defensor parezca que está cortando con una espada.

### Las proyecciones, estrangulaciones y el combate en el suelo

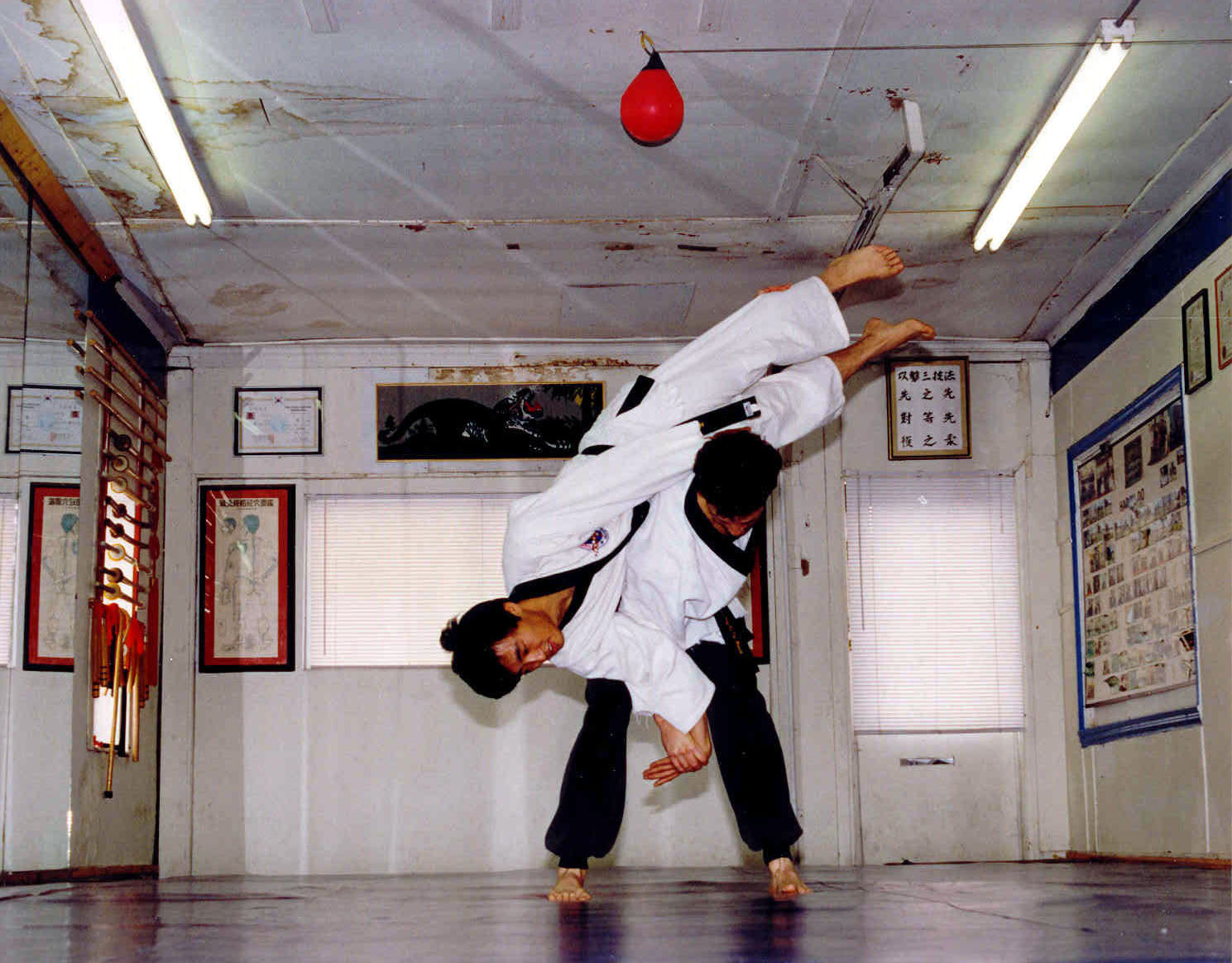
Estudiante de hapkido ejecutando una técnica de proyección de cadera desde una luxación de muñeca o donchigui sul.

En el hapkido hay una gran variedad de técnicas de proyección (donchigui sul en coreano). Derivadas asimismo de las numerosas técnicas de lanzamiento de hombro, cadera, mano y pie del Judo y del Daito Ryu aiki-jujutsu, donde están incorporadas a las luxaciones articulares. Estas técnicas se realizan de pie y contra agarres a distintas partes del cuerpo, contra ataques de puño, de armas y patadas.
Las proyecciones se realizan mediante el desvío, absorción y control de la fuerza / energía del adversario (utilizando las distintas partes del cuerpo como palanca) o por desequilibrio. Las trayectorias que se utilizan para realizar las proyecciones son circulares o semicirculares y para ello se utilizan las distintas partes del cuerpo.
A estas técnicas se las denomina Donchigui constan de diversas proyecciones de hombro, cadera, mano y de sacrificio (del propio equilibrio), son similares a las encontradas en Judo, o bien son proyecciones "respiratorias" similares a las usadas en el arte marcial del Aikido.
Las estrangulaciones son conocidas bajo el término Mokchorugui y son derivadas en gran parte del Judo, pueden ser respiratorias o sanguíneas; asimismo pueden ser catalogadas como desnudas (o sin agarrar las solapas del uniforme como apoyo) o compuestas, es decir usadas junto con una luxación, o sumisión.
Respecto al combate en el suelo, el Hapkido se refiere a las enseñanzas de uno de sus primeros difusores, el maestro Seo Bok Seob; quien entrenó judo siendo competidor y que alcanzó el grado de cinturón negro 1 Dan, razón por la cual varias de sus técnicas de Ne-waza o de sumisión, transición (escapes), derribo, luxación y estrangulación se encuentran aun presentes en el Hapkido actual.

### El manejo de armas tradicionales
Como ocurre en las artes tradicionales de las que se deriva (el daitō-ryū aiki-jūjutsu y el sam rang do tek gi con las técnicas de bastones o bong sul) el hapkido emplea un variado número de armas tradicionales en sus prácticas, como el bastón largo (yang bong en coreano) de aproximadamente 180 cm, el bastón medio (chang bong en coreano) de aproximadamente 90–110 cm, el palo corto o porra (dan bong en coreano) de aproximadamente 35–45 cm, la cuerda o lazo (incluido el cinturón del uniforme), el bastón de anciano o con oreja (chipang yisul en coreano), la espada de madera (mok do en coreano), el sable hecho de caña de bambú (jook do en coreano) y el sable de metal (shim gum en coreano, arma parecida a la katana japonesa, pero con doble filo). El grado y énfasis en el entrenamiento de estas armas, depende del instructor, o la asociación/federación a la que se pertenezca, o bien del programa de grados.
Algunos instructores, sea por desconocimiento o por eclecticismo, han decidido incorporar elementos metodológicos y otras armas tradicionales propias de otros sistemas como el kobudo de Okinawa y/o fundamentos del arnis filipino (Eskrima), arte donde destacan los bastones medios dobles, o bien han retomado las armas tradicionales de las artes marciales chinas, como son el abanico, el látigo, o el nunchaku llamado en coreano el ssahng jol gohn.

### Los cinco fundamentos técnicos delhapkido
- Pie lento: El movimiento de los pies debe ser lento, pero explosivo al actuar para poder ser sorpresivo.
- Mano rápida: El movimiento de las manos debe ser muy rápido y fluido, para redirigir la energía del oponente.
- Posición baja: Las posición del cuerpo debe ser baja al finalizar la mayoría los movimientos de defensa personal.
- Vista al frente: La vista debe estar siempre 'al frente' es decir en dirección hacia donde se realiza la técnica.
- Mente en calma: Ante todo se debe de mantener una mente en calma para realizar la técnica respetando los principios básicos y hacerla efectiva.

## Elhapkidocomo posible disciplina olímpica
Acerca de una posible entrada del Hapkido a los JJ.OO., El Comité Olímpico Internacional rechazó, por una minoría de votos, la posible participación del hapkido como disciplina olímpica en 1987, 1994 y 2005, llegando solo a 2/5 del total. En el caso de los J.J.M.M. (Certamen donde participan un gran número de disciplinas deportivas y culturales no olímpicas) La Asociación Internacional de los Juegos Mundiales resolvió agrupar al hapkido (debido a su gran similitud, y parentesco técnico) con el jujutsu tradicional japonés y con el Aikido en sus técnicas de pie. Reconociendo a nivel federativo a la International Hapkido Federation (I.H.F.), para poder presentarlo a modo de "deporte de exhibición", en los futuros juegos mundiales. Siendo un requisito obligatorio la organización de exhibiciones o torneos, locales, regionales, nacionales, continentales y mundiales, bajo un mismo formato, además de un tener un gran número de países miembros ante el Comité Olímpico Internacional, para llegar a considerar al Hapkido, como una posible disciplina olímpica.
Buscando ser reconocido y distinguido de otras disciplinas marciales, el Hapkido deportivo ha incorporado dentro del esquema competitivo en los últimos años las modalidades de saltos "Nak Bop", divididas a la vez en salto largo (con carrera) y salto alto (sobre vara testigo o listón horizontal) con caída, a las ya conocidas modalidades de combate individual "kyorugi" al punto (donde se permite el uso de barridos a los pies a diferencia del taekwondo, además de lanzamientos y combate en el suelo como en el Judo) y la modalidad de exhibición de técnicas de defensa personal en parejas o en grupo.

## Algunos estilos derivados delhapkido
- Hankido, estilo al que, a partir del hapkido, ha retomado varios principios energéticos y técnico-tácticos del Aikido japonés, adaptándolos a la cultura coreana.
- Susinkwan Chaui Moo Do, estilo desarrollado por el Maestro Vicente Becerra que incluye técnicas del Taekwondo y del Jiujitsu.
- Sipalki moderno, Estilo desarrollado por Soo Nam Yoo
- Kuk Sool Won, Estilo desarrollado por los hermanos Seo (Suh)Argentina.
- HAP HWA SOOL: arte marcial derivado del HAPKIDO, especializado en un camino de superación interior y técnicas de combate, defensa personal, compuesto de sistemas de patada, llaves, lanzamientos, técnicas de HAP KI DO. TAEKWONDO, BOXEO. Programa técnico desarrollado por el Grand Master Víctor Manuel Mora, quien actualmente representa el grado de 8° DAN en HAPKIDO, forma parte del grupo de Maestros reconocidos Internacionalmente por la GLOBAL HAPKIDO ASOCIACION.